# Economia da América Latina

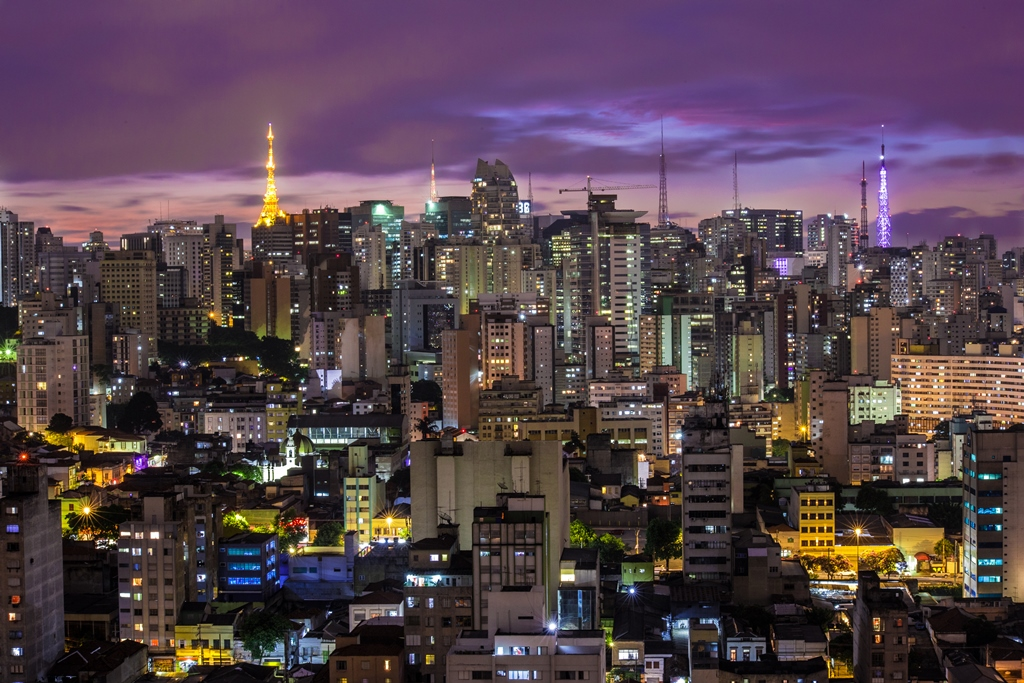
São Paulo, Brasil, um dos maiores e mais ricos centros urbanos da região.

A economia da América Latina de um modo geral é considerada uma economia de países de setor primário. Somente alguns países apresentam significativas parcelas da população economicamente ativa no setor secundário. Porém é o setor terciário que mais tem crescido em quase todos os países latino-americanos.

## Extrativismo

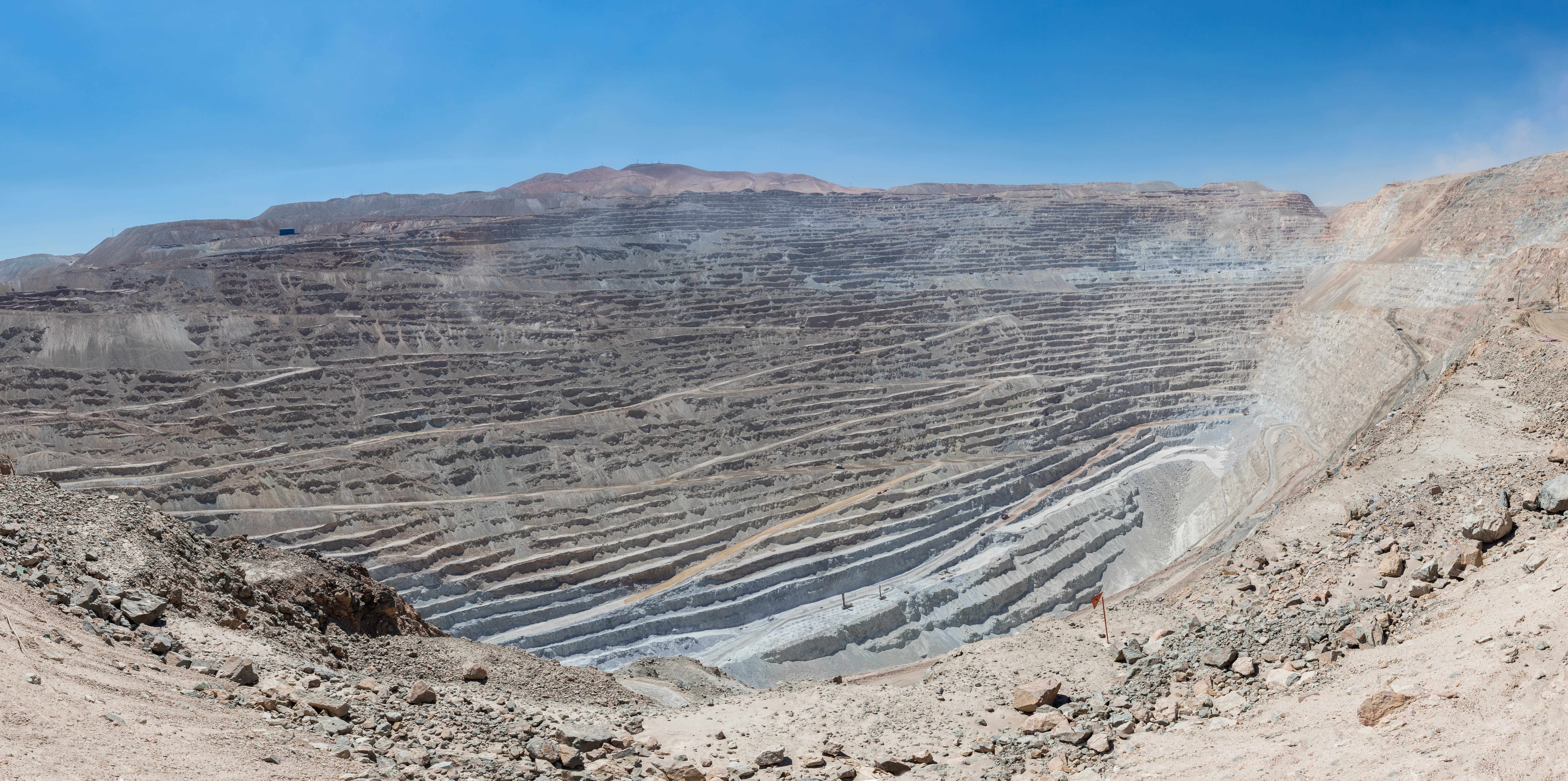
Mina de cobre no Chile. A América Latina produz mais da metade do cobre mundial

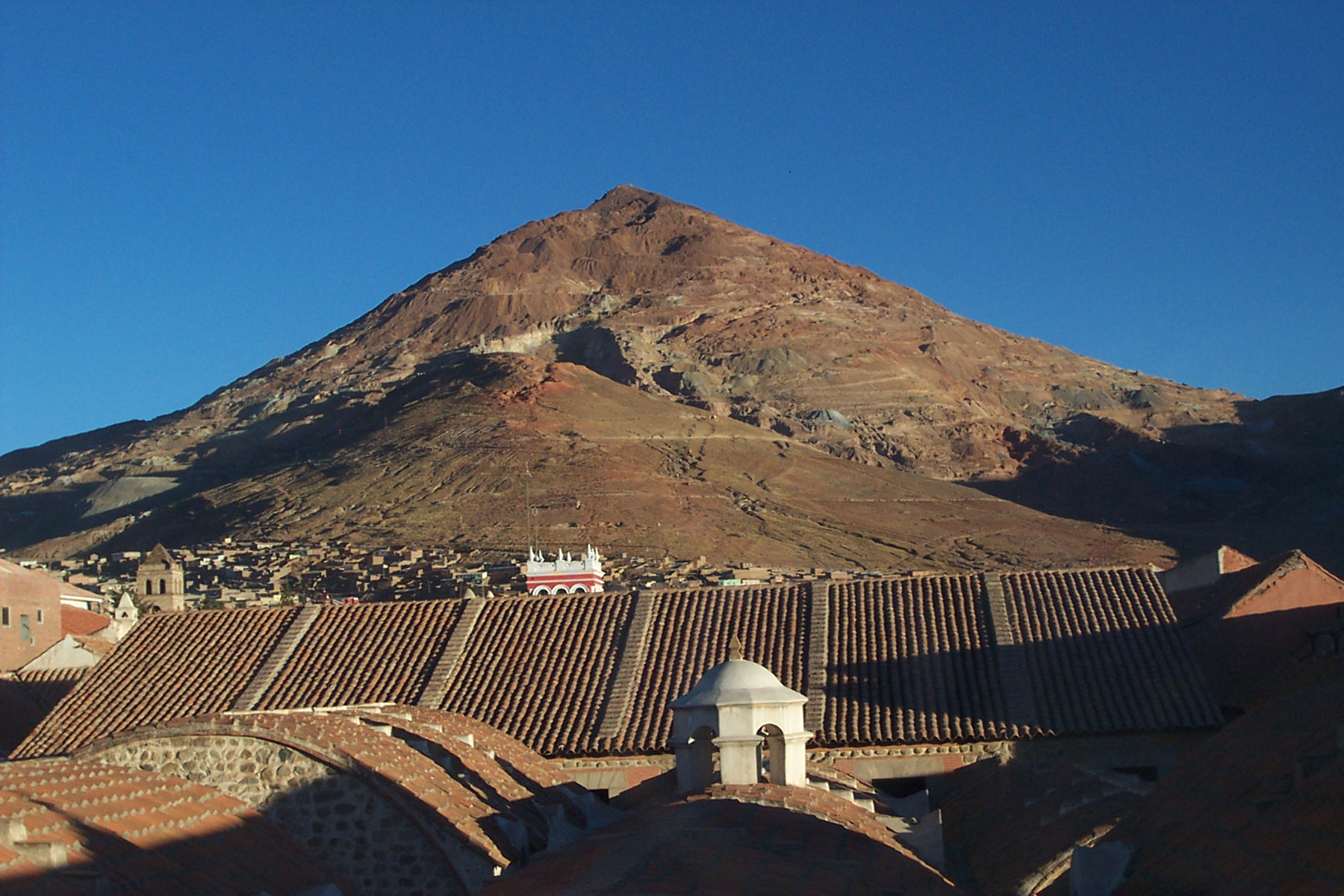
Mina de prata na Bolívia

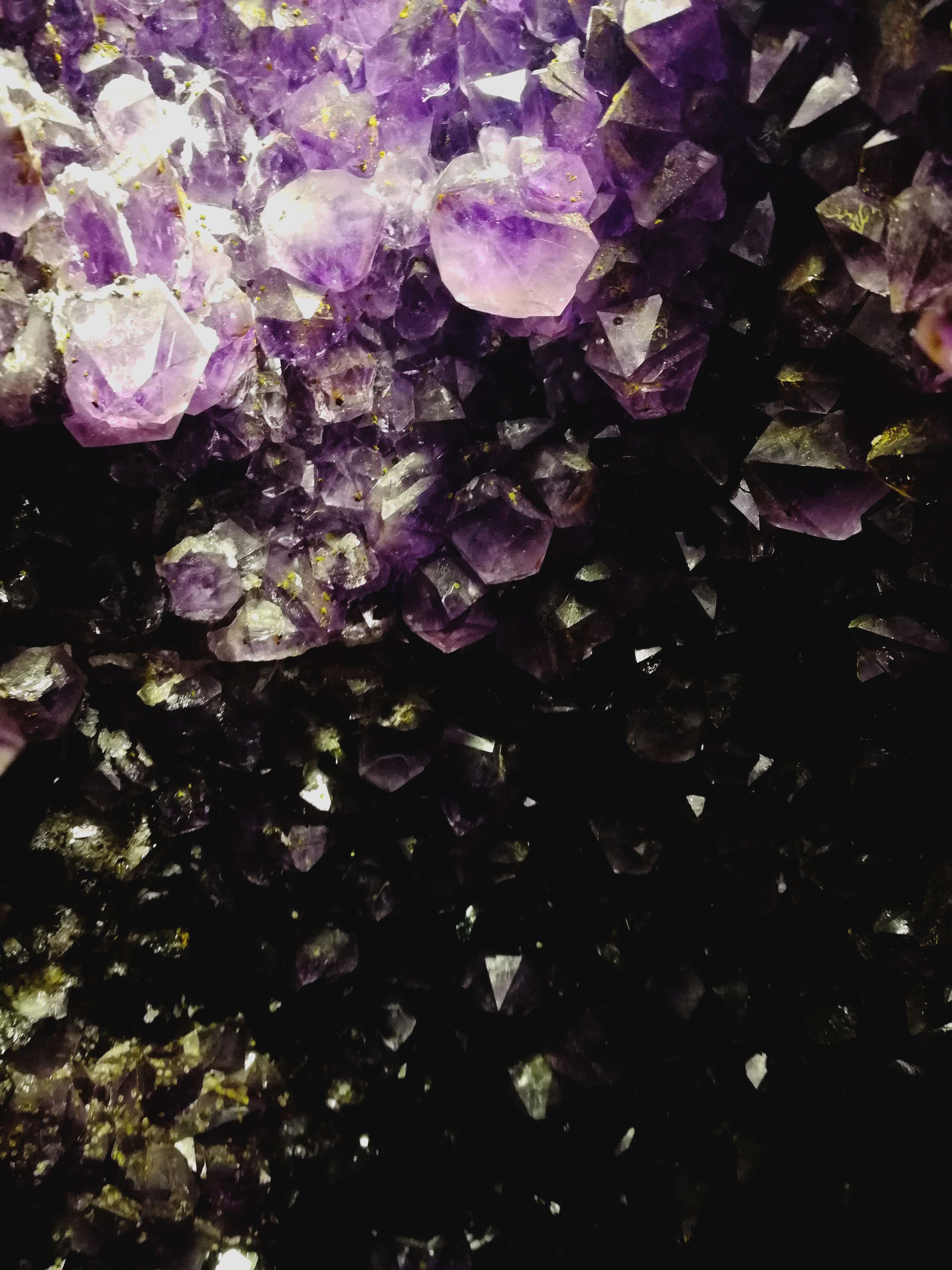
Mina de ametista em Ametista do Sul. A América Latina é um grande produtor de gemas como ametista, topázio, esmeralda, água-marinha e turmalina.

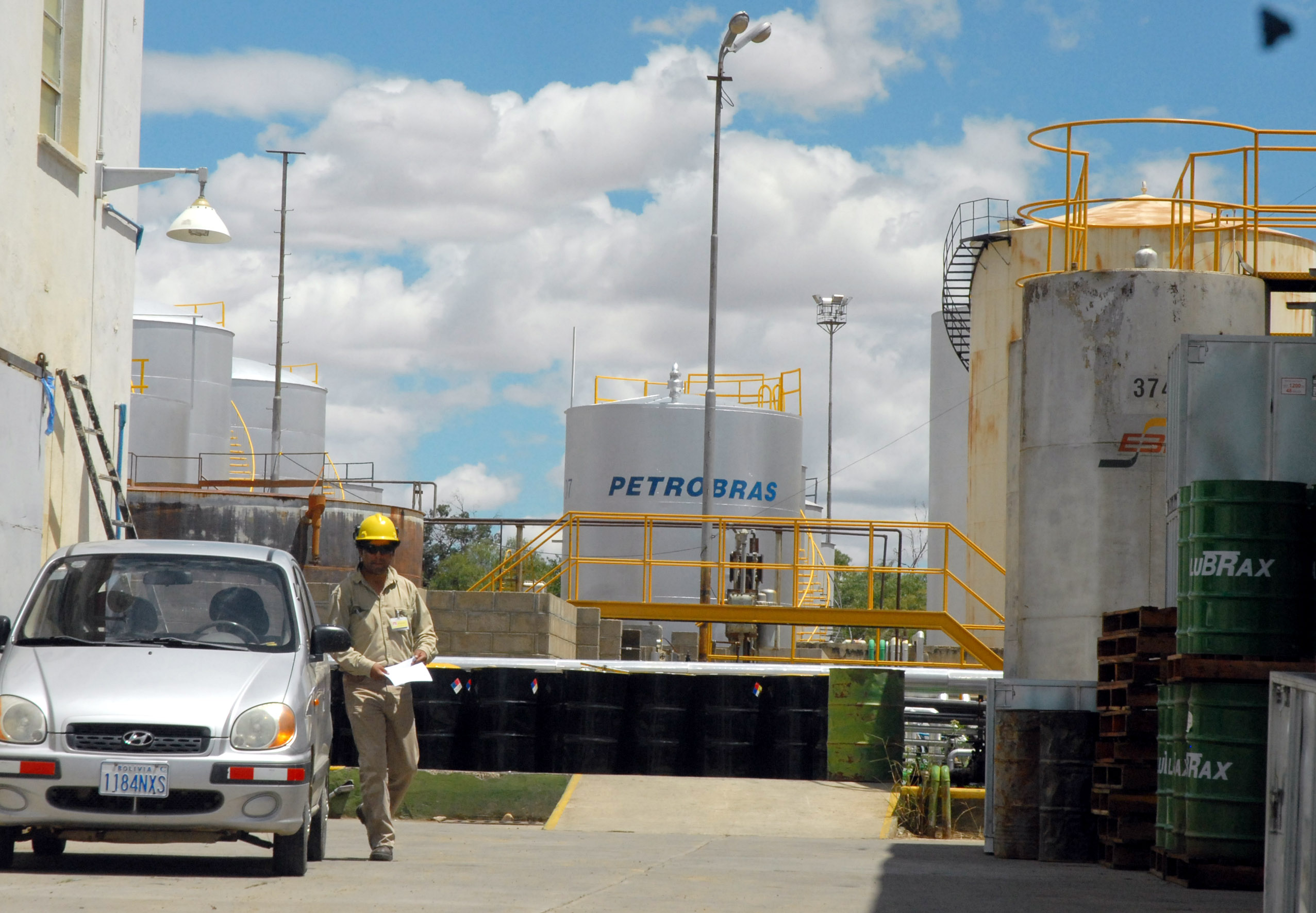
Refinaria da Petrobras em Cochabamba, Bolívia.

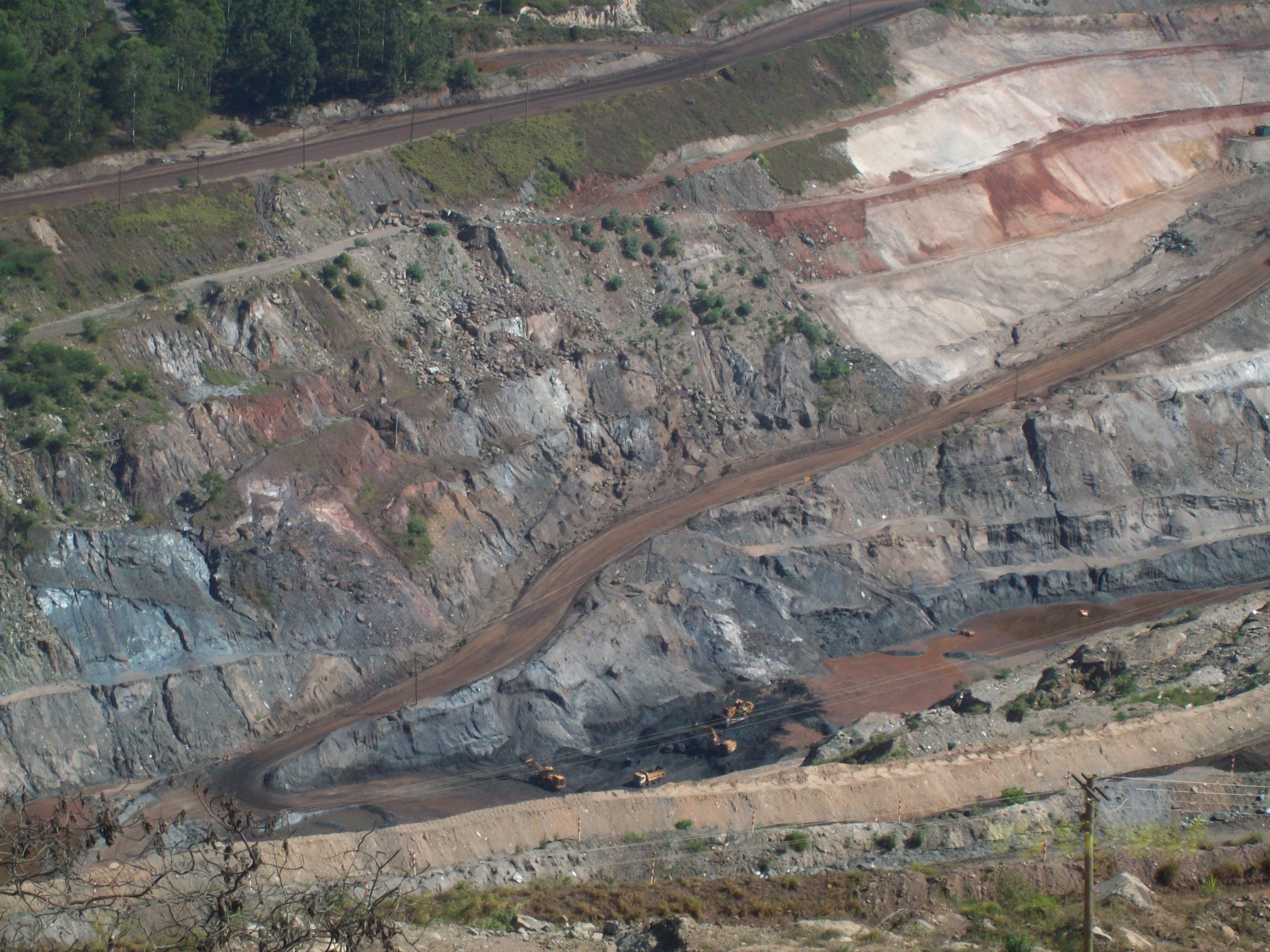
Mina de ferro em Minas Gerais

A caça, como base econômica de sobrevivência, é praticada somente por esparsos grupos indígenas. A pesca, além de atividade econômica de valor regional para todos os países que apresentam extensões litorâneas, tem especial importância para o Peru, maior exportador de pescado da América Latina, embora o Chile seja o maior produtor.
O extrativismo vegetal aparece sempre como atividade complementar da agricultura e da pecuária, merecendo destaque a extração do látex da seringueira, em toda a Floresta Amazônica (Brasil, Colômbia, Peru e Bolívia); do quebracho, no Pantanal (Argentina, Paraguai e Brasil); de madeira, em quase toda a América Central, Brasil e Chile; e ainda de babaçu e carnaúba, no Brasil.
O extrativismo mineral tem considerável importância em praticamente todos os países latino-americanos, ainda que muitas vezes a exploração seja realizada graças a capitais estrangeiros. Na extração do petróleo, possuem grande destaque México, Venezuela, Brasil, Argentina, Colômbia e Equador.
Na produção de petróleo, o Brasil foi o 10.º maior produtor mundial de petróleo em 2019, com 2,8 milhões de barris/dia. O México foi o 12.º maior produtor, com 2,1 milhões de barris/dia. A Colômbia vinha em 22.º lugar com 886 mil barris/dia, a Venezuela em 23.º lugar com 877 mil barris/dia, o Equador em 28.º com 531 mil barris/dia e a Argentina em 29.º com 507 mil barris/dia. Como a Venezuela e o Equador consomem pouco petróleo e exportam a maior parte de sua produção, eles fazem parte da OPEP. A Venezuela registrou uma queda acentuada na produção após 2015 (onde produziu 2,5 milhões de barris/dia), caindo em 2016 para 2,2 milhões, em 2017 para 2 milhões, em 2018 para 1,4 milhões e em 2019 para 877 mil, por falta de investimentos.
Na produção de gás natural, em 2018, a Argentina produziu 1,524 bcf (bilhões de pés cúbicos), o México 999, a Venezuela 946, Brasil 877, Bolívia 617, Peru 451, Colômbia 379.
O Brasil é o segundo maior exportador mundial de minério de ferro, possui 98% das reservas conhecidas de nióbio no mundo e é um dos 5 maiores produtores mundiais de bauxita, manganês e estanho, além de ter produções consideráveis de cobre, ouro e níquel. O Chile contribui com cerca de um terço da produção mundial de cobre. Em 2018, o Peru era o segundo maior produtor de prata e cobre do mundo e o sexto produtor de ouro (os 3 metais que mais geram valor), bem como era o terceiro maior produtor mundial de zinco e estanho e o quarto de chumbo. A Bolívia é o quinto maior produtor de estanho, o sétimo produtor de prata e o oitavo produtor de zinco do mundo.
O México é o maior produtor de prata do mundo, representando quase 23% da produção mundial, produzindo mais de 200 milhões de onças em 2019. Também possui importantes cobre e zinco e produz uma quantidade significativa de ouro.
Acerca das pedras preciosas, o Brasil é o maior produtor mundial de ametista, topázio, ágata e é um dos principais produtores mundiais de turmalina, esmeralda, água marinha, granada e opala. Também há produção considerável de ametista no Uruguai e na Bolívia. Na produção de esmeralda, a Colômbia é o maior produtor mundial. A Guiana é um grande produtor de diamante.
O Brasil é o segundo produtor mundial de ferro; o Chile, o Peru, sendo o Chile o maior produtor do mundo; o Brasil é um dos cinco maiores produtores mundiais de manganês, além de grande produtor de estanho, minério do qual a Bolívia é grande exportadora.
A América Latina destaca-se ainda por sua produção de chumbo (Peru e México), níquel (Cuba), prata (México e Peru), zinco (Peru), bauxita (Brasil e Venezuela) e platina (Colômbia).

## Agropecuária

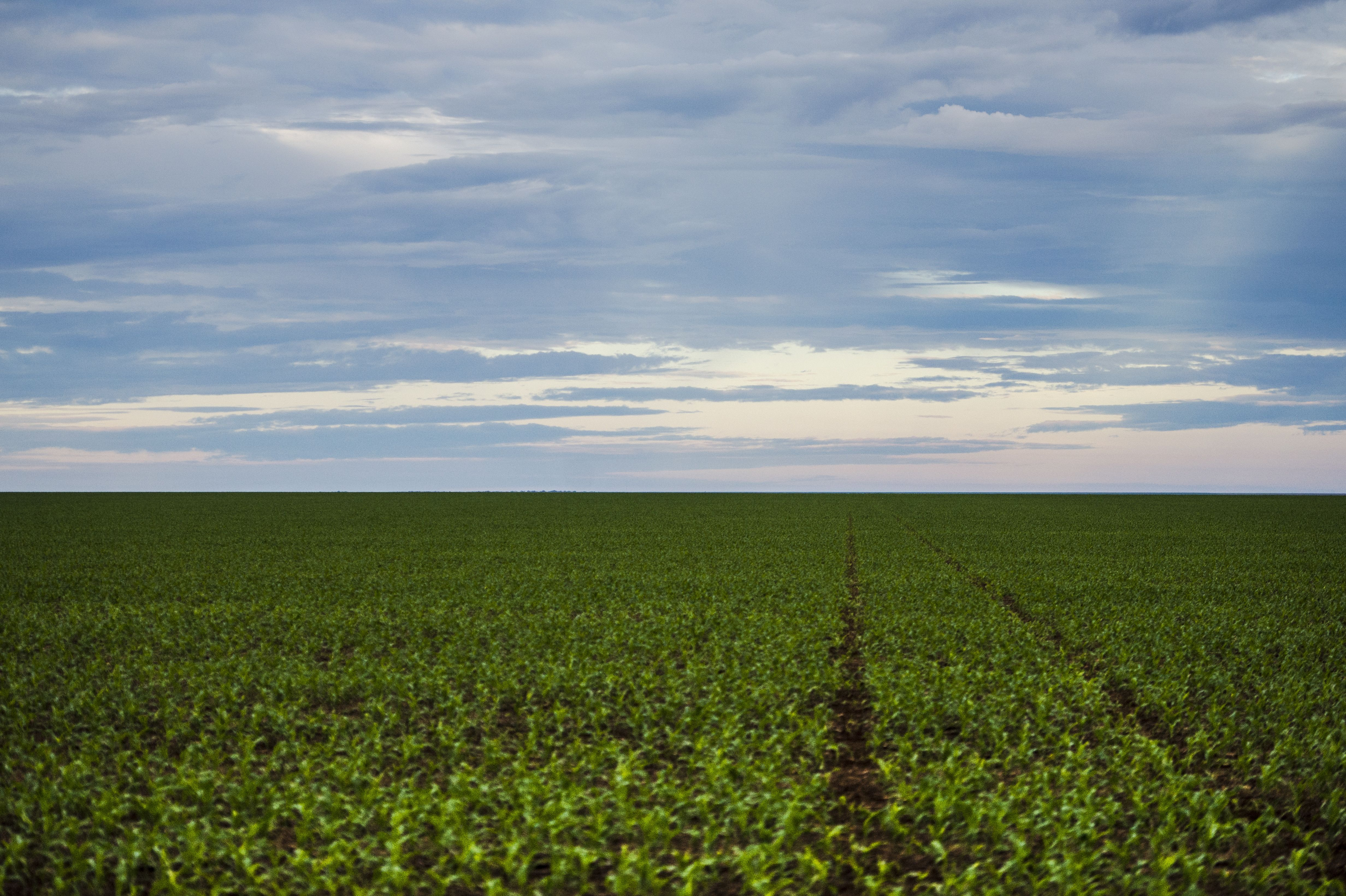
Plantação de soja no Mato Grosso. Em 2020, o Brasil era o maior produtor mundial, com 130 milhões de toneladas. A América Latina produz metade da soja do mundo.

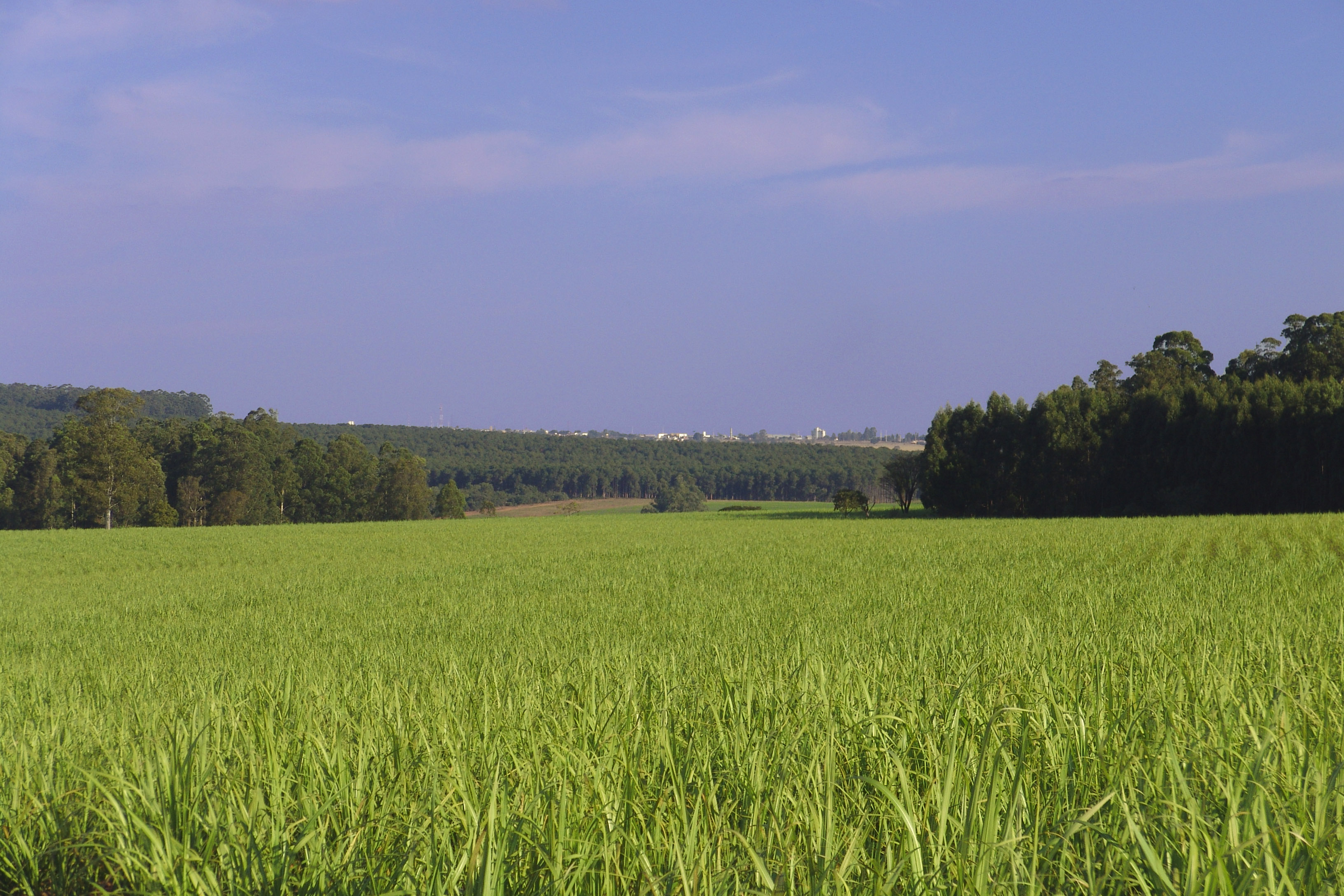
Cana-de-açúcar em São Paulo. Em 2018, o Brasil era o maior produtor mundial, com 746 milhões de toneladas. A América Latina produz mais da metade da cana-de-açúcar do mundo.

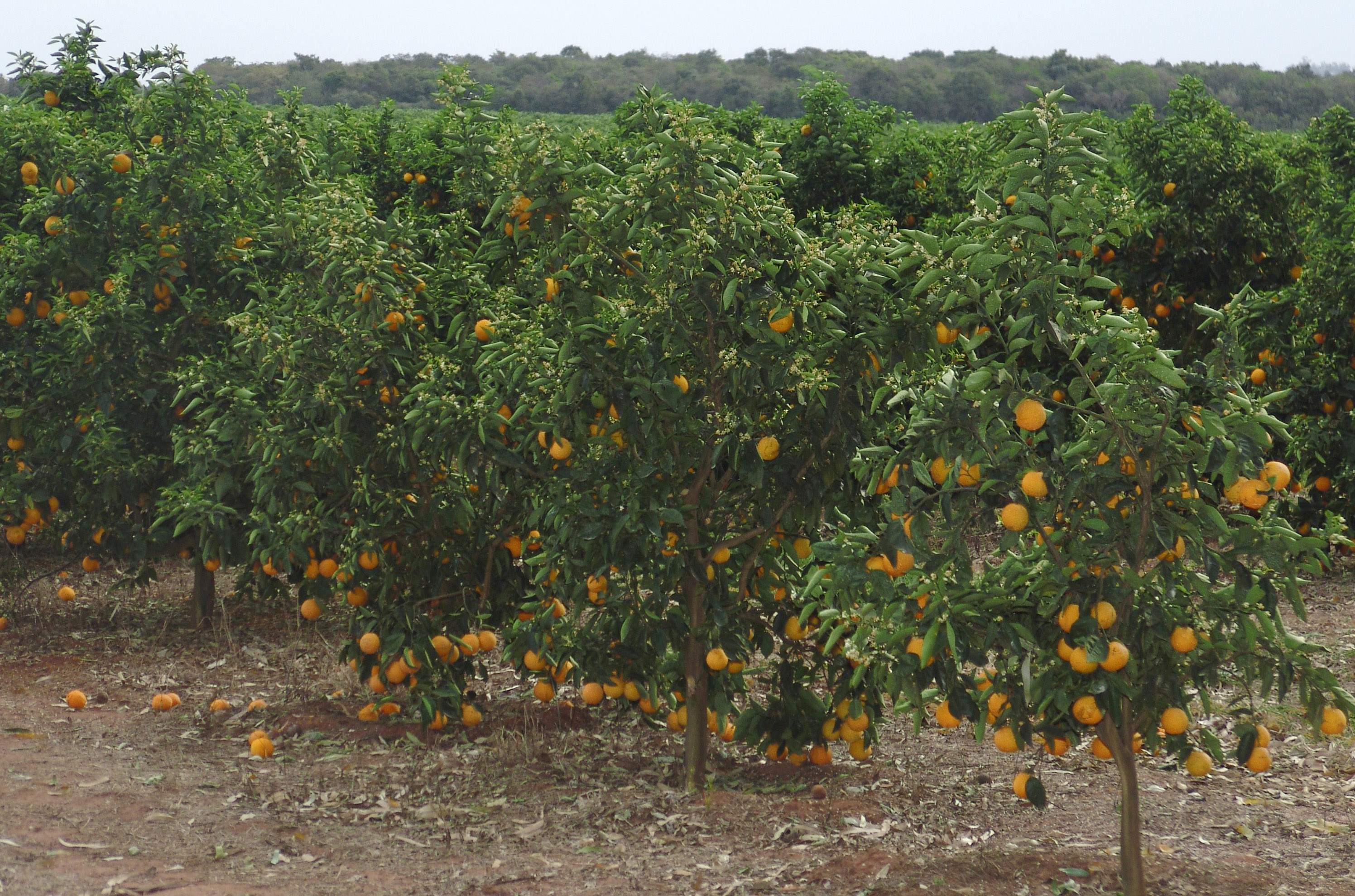
Laranja em São Paulo. Em 2018, o Brasil era o maior produtor mundial, com 17 milhões de toneladas. A América Latina produz 30% das laranjas do mundo.

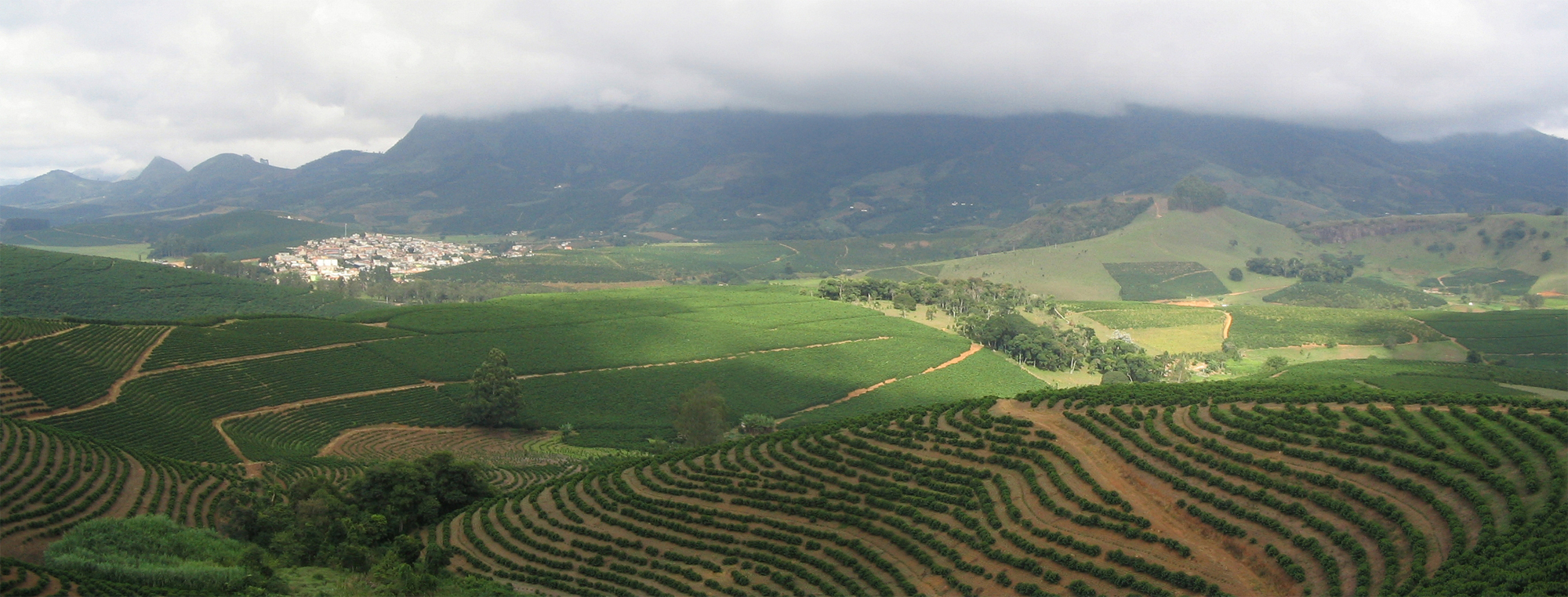
Café em Minas Gerais. Em 2018, o Brasil era o maior produtor mundial, com 3,5 milhões de toneladas. A América Latina produz metade do café do mundo.

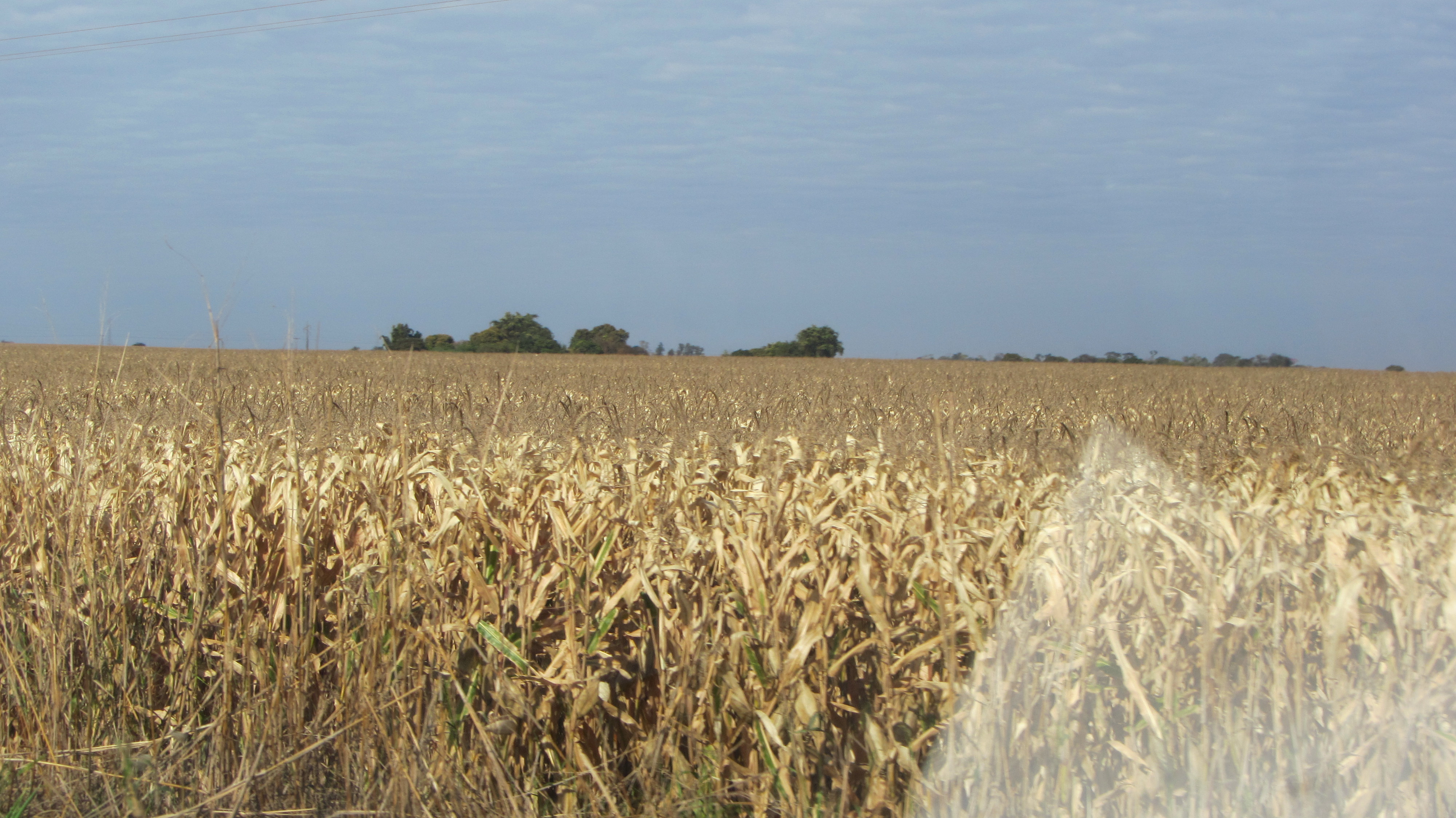
Milho em Dourados. Brasil, Argentina e México estão entre os 10 maiores produtores mundiais

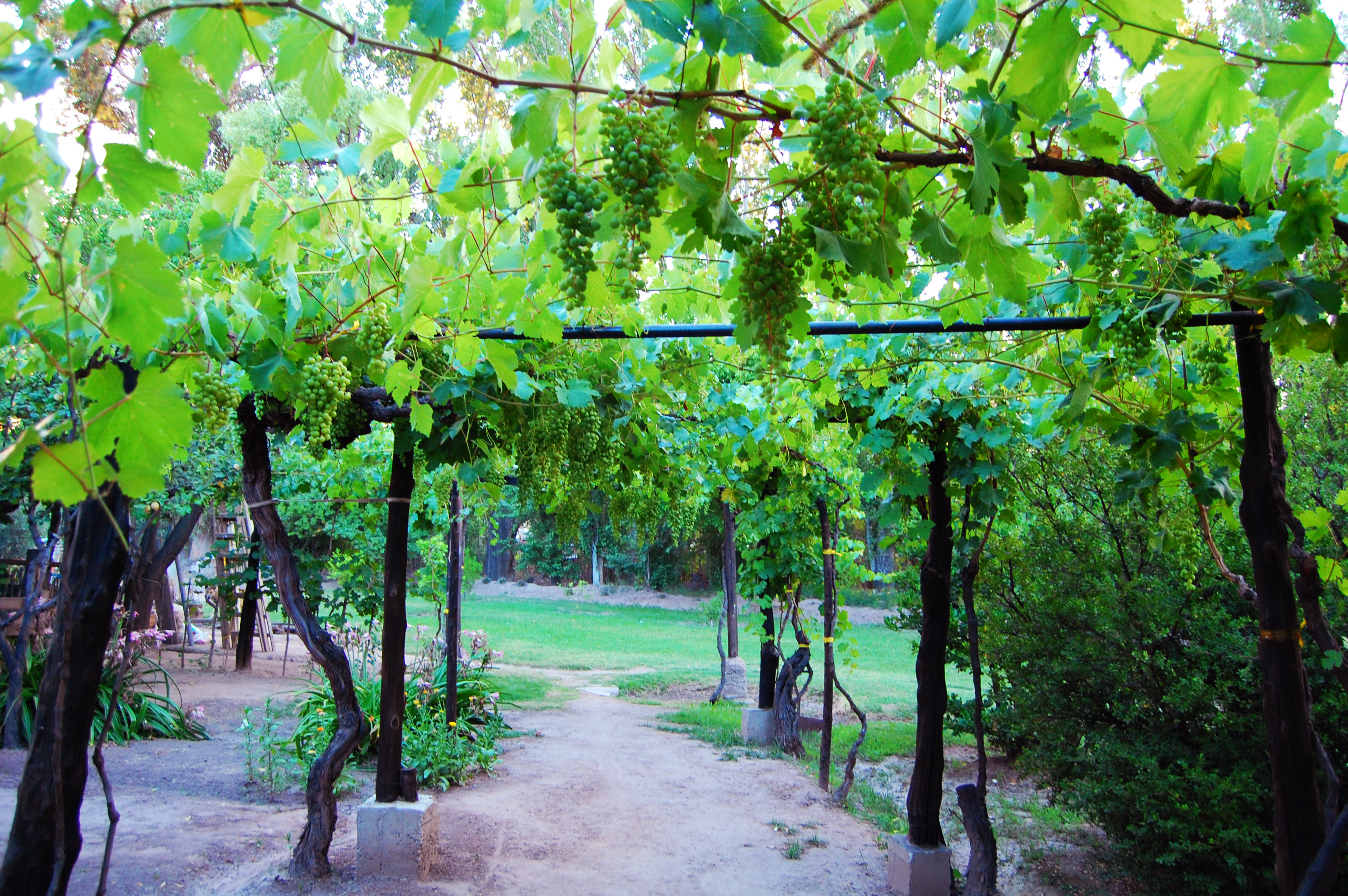
Plantação de uvas na Argentina. A Argentina e o Chile estão entre os 10 maiores produtores de uvas e vinho do mundo, e o Brasil está entre os 20 maiores.

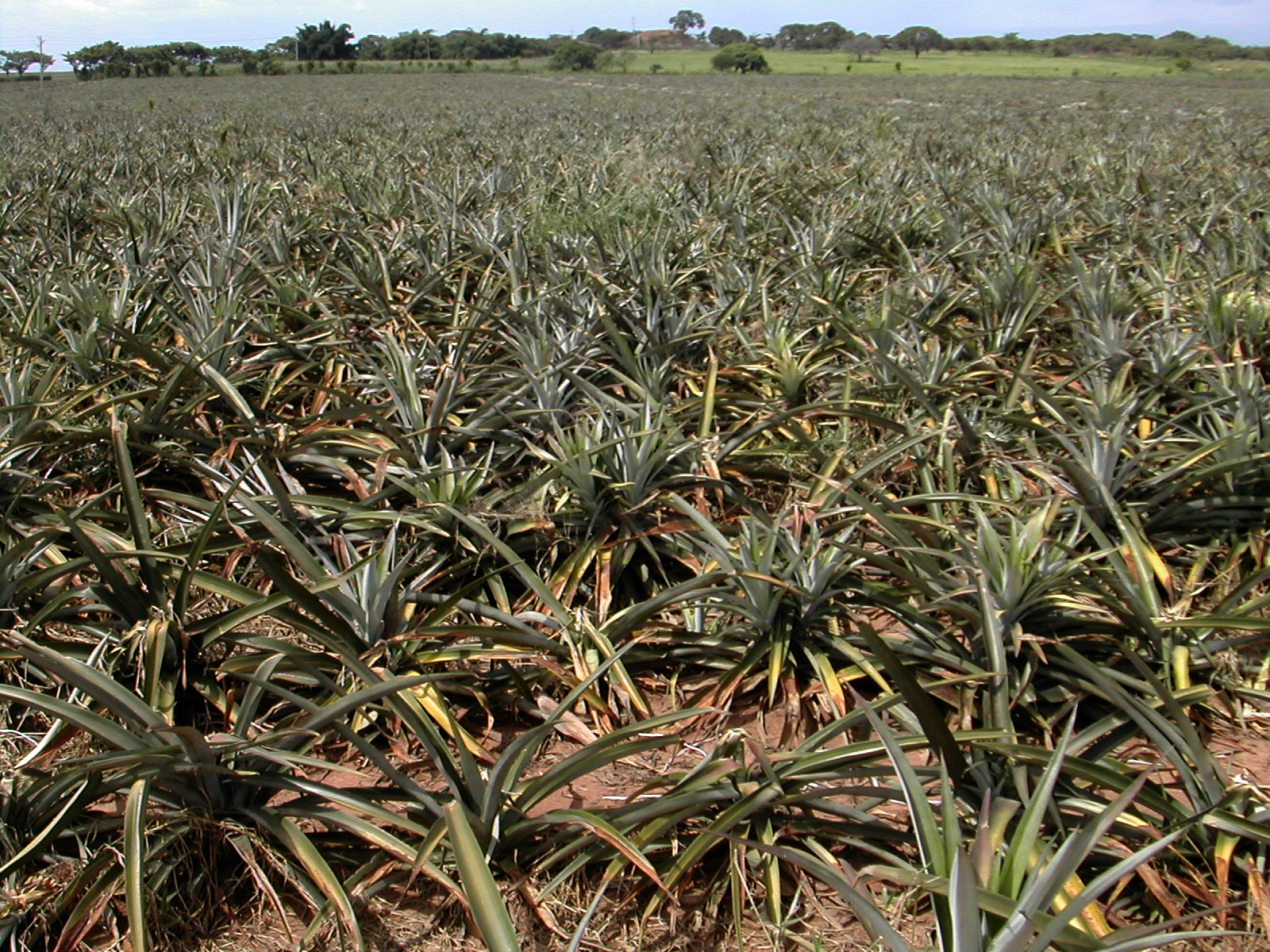
Abacaxi em Veracruz, México. A América Latina produz 35% do abacaxi mundial.

A América Latina, que inclui essencialmente países subdesenvolvidos, de maneira geral é pouco industrializada, ficando sua economia subordinada à agropecuária e à mineração. Mesmo com essa dependência agrícola, a maior parte de suas terras é cultivada de forma extensiva e possui um reduzido PIB per capita.
Em muitos países, a atividade agrícola ainda se desenvolve segundo os moldes do período colonial: grandes propriedades, pertencentes a poucas famílias, cuja produção se destina quase integralmente ao mercado externo. Devido principalmente à concentração das terras mais férteis nas mãos de poucos proprietários e ao grande número de agricultores sem terras para cultivar, surgiram nessas áreas muitos conflitos fundiários, o que originou projetos de reforma agrária que visam à distribuição mais igualitária da terra, em países como México, Bolívia, Chile, Peru[carece de fontes?] e Cuba.
Em todos os países da América Latina é possível identificar basicamente dois tipos de agricultura: a de subsistência, praticada com o uso de técnicas primitivas, e a de caráter comercial, em geral monoculturas realizadas em grandes extensões de terra. Como exemplos característicos desse sistema, podemos citar o café, responsável por uma parte substancial das rendas de exportação da Colômbia, Costa Rica, Guatemala e El Salvador, e a banana, com igual importância para o Panamá e Honduras, soja, trigo, cana-de-açúcar, entre outros.
Os quatro países com a maior agricultura na América do Sul são Brasil, Argentina, Chile e Colômbia:
- O Brasil é o maior produtor mundial de cana-de-açúcar, soja, café, laranja, guaraná, açaí e castanha do pará; é um dos 5 maiores produtores de milho, mamão, tabaco, abacaxi, banana, algodão, feijão, coco, melancia e limão; e é um dos 10 maiores produtores mundiais de cacau, caju, abacate, caqui, manga, goiaba, arroz, sorgo e tomate;
- A Argentina é um dos 5 maiores produtores mundiais de soja, milho, girassol, limão e pêra, um dos 10 maiores produtores mundiais de cevada, uva, alcachofra, tabaco e algodão e um dos 15 maiores produtores mundiais de trigo, cana-de-açúcar, sorgo e toranja;
- O Chile é um dos 5 maiores produtores mundiais de cereja e cranberry e um dos 10 maiores produtores mundiais de uva, maçã, kiwi, pêssego, ameixa e avelã, com foco na exportação de frutas de alto valor;
- A Colômbia é um dos 5 maiores produtores mundiais de café, abacate e óleo de palma, e um dos 10 maiores produtores mundiais de cana-de-açúcar, banana, abacaxi e cacau;
- Peru é um dos 5 maiores produtores de abacate, mirtilo, alcachofra e aspargos, um dos 10 maiores produtores mundiais de café e cacau, um dos 15 maiores produtores mundiais de batatas e abacaxi, e também tem uma produção significativa de uva, cana-de-açúcar, arroz, banana, milho e mandioca; sua agricultura é notavelmente diversificada;
- A agricultura do Paraguai está em desenvolvimento, sendo atualmente o sexto maior produtor de soja do mundo e entrando na lista dos 20 maiores produtores de milho e cana do açúcar.[52]

Na América Central, destacam-se:
- Guatemala, um dos 10 maiores produtores mundiais de café, cana-de-açúcar, melão e borracha natural, e um dos 15 maiores produtores de banana e óleo de palma no mundo;
- Honduras, que é um dos 5 maiores produtores de café do mundo e um dos 10 maiores produtores de óleo de palma;
- Costa Rica, que é o maior produtor mundial de abacaxi;
- República Dominicana, que é um dos 5 maiores produtores mundiais de mamão e abacate, e um dos 10 maiores produtores de cacau.

O México é o maior produtor mundial de abacate, um dos cinco principais produtores mundiais de pimenta, limão, laranja, manga, mamão, morango, toranja, abóbora e aspargos, e um dos 10 maiores produtores mundiais de cana-de-açúcar, milho, sorgo, feijão, tomate, coco, abacaxi, melão e mirtilo.

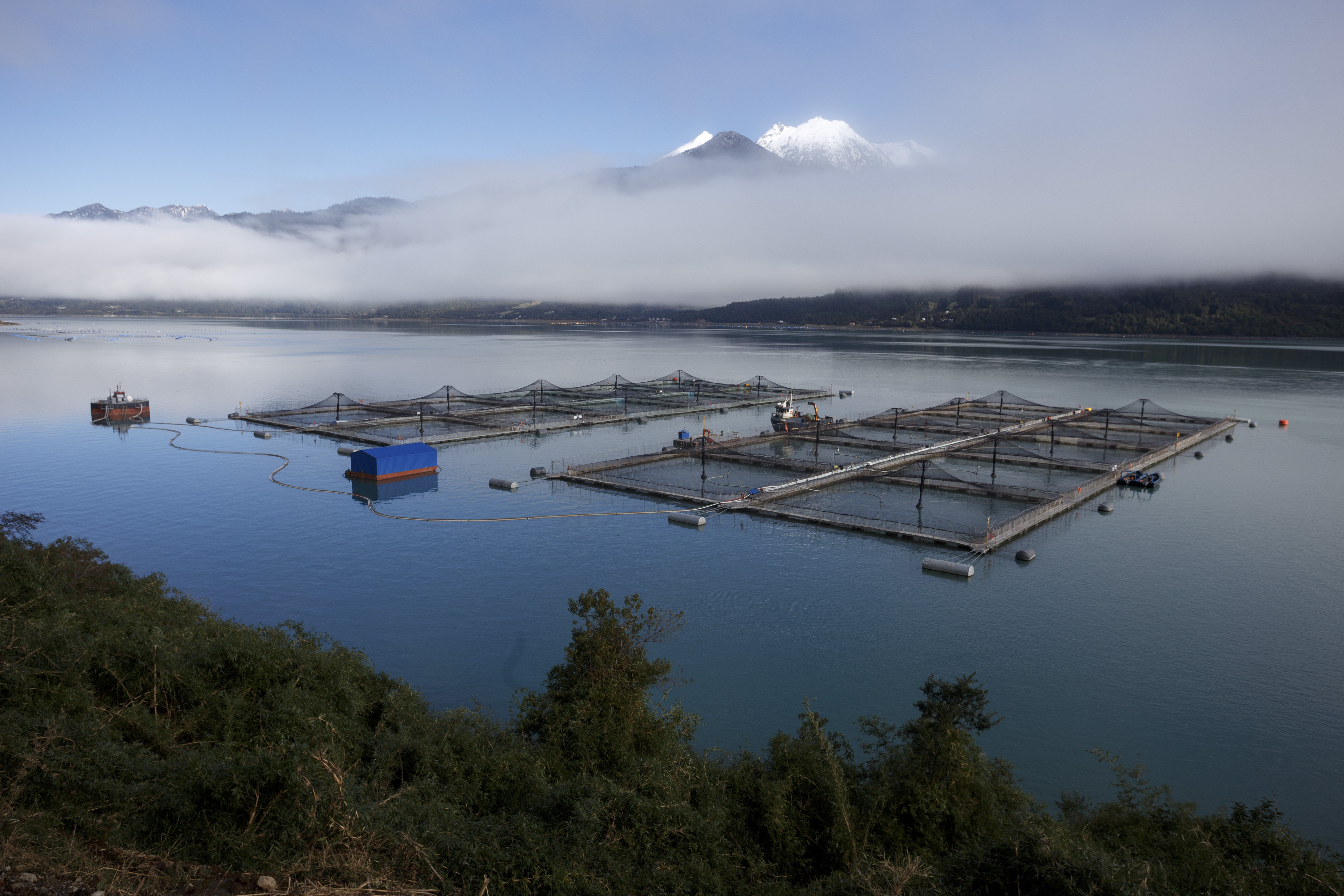
Criação de salmão no Chile. Um terço de todo o salmão vendido no mundo vem do país.

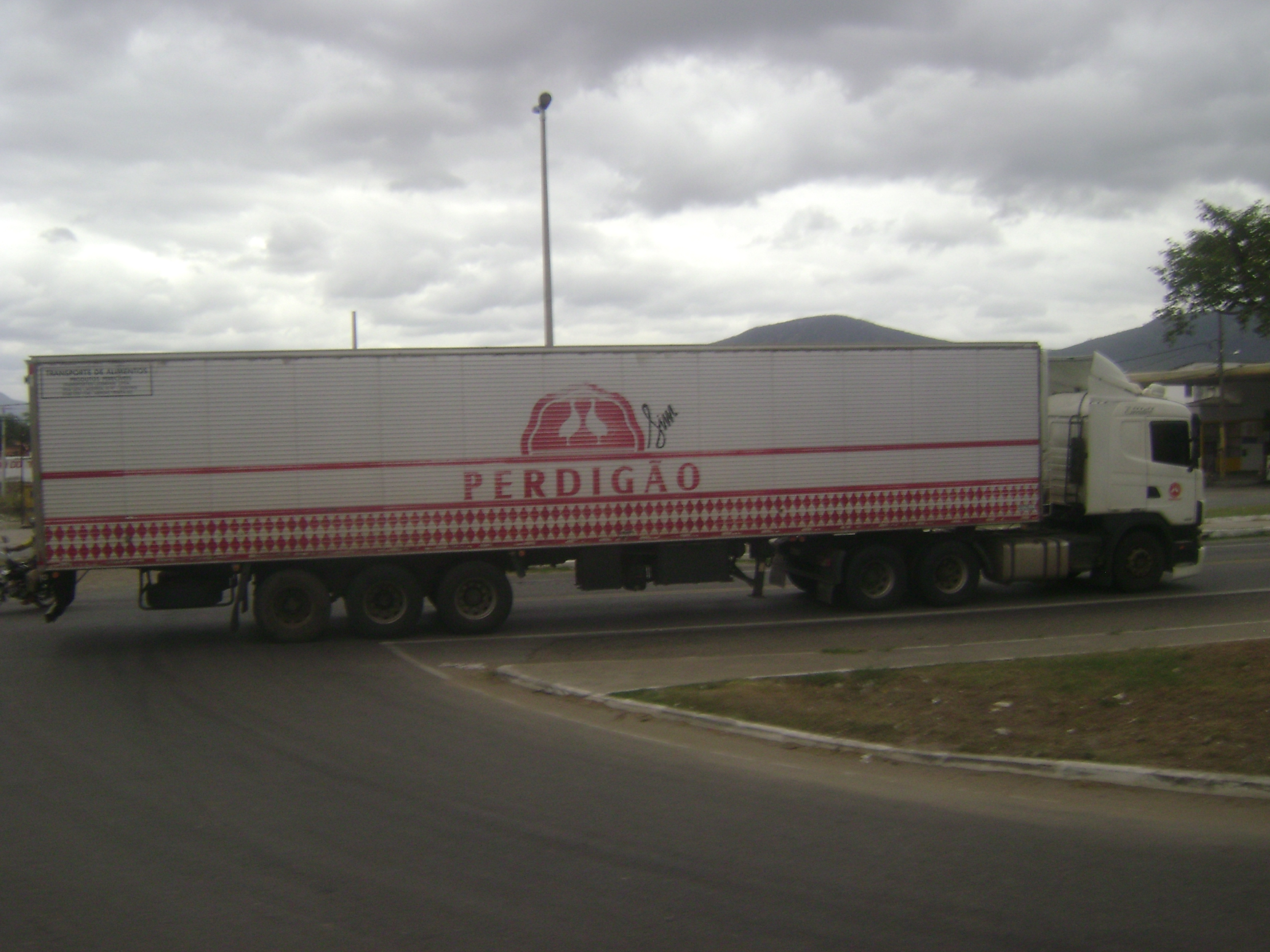
Caminhão de uma empresa de carnes no Brasil. A América Latina produz 25% da carne bovina e de frango do mundo.

A pecuária, atividade de grande destaque na América Latina, é praticada em todos os países, ainda que de formas diferentes. A pecuária extensiva é realizada em grandes propriedades e sem o emprego de técnicas especiais; já na intensiva, utilizam-se técnicas de seleção do plantio, isto é, animais de boa raça, e cultivam-se pastagens.
Os rebanhos mais numerosos na América latina, pela ordem, são os de bovinos, suínos e ovinos. Brasil, Argentina e México são os países que possuem a maior quantidade de cabeças de gado.
O Brasil é o maior exportador mundial de carne de frango: 3,77 milhões de toneladas em 2019. O país é dono do segundo rebanho do maior rebanho bovino do mundo, 22,2% do rebanho mundial. O país foi o segundo maior produtor de carne bovina em 2019, responsável por 15,4% da produção mundial. Foi também o terceiro maior produtor de leite do mundo em 2018. Este ano o país produziu 35,1 bilhões de litros. Em 2019, o Brasil era o 4.º maior produtor de carne de porco do mundo, com quase 4 milhões de toneladas.
Em 2018, a Argentina era o quarto maior produtor de carne bovina do mundo, com uma produção de 3 milhões de toneladas (atrás apenas dos Estados Unidos, Brasil e China). O Uruguai também é um grande produtor de carne bovina. Em 2018, produziu 589 mil toneladas.
Na produção de carne de frango, o México está entre os 10 maiores produtores do mundo, a Argentina entre os 15 maiores e Peru e Colômbia entre os 20 maiores. Na produção de carne bovina, o México é um dos 10 maiores produtores do mundo e a Colômbia um dos 20 maiores produtores. Na produção de suínos, o México está entre os 15 maiores produtores do mundo. Na produção de mel, a Argentina está entre os 5 maiores produtores do mundo, o México entre os 10 maiores e o Brasil entre os 15 maiores. Em termos de produção de leite de vaca, o México está entre os 15 maiores produtores do mundo e a Argentina entre os 20.

## Indústria

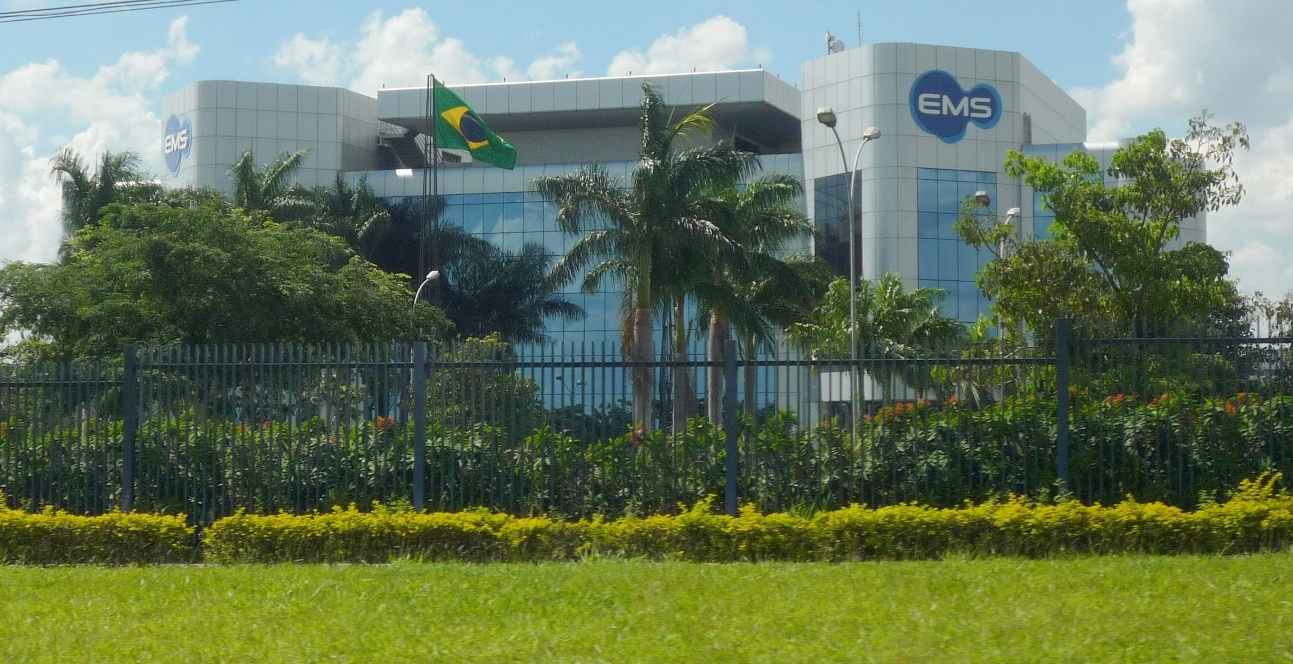
EMS, a maior indústria farmacêutica do Brasil

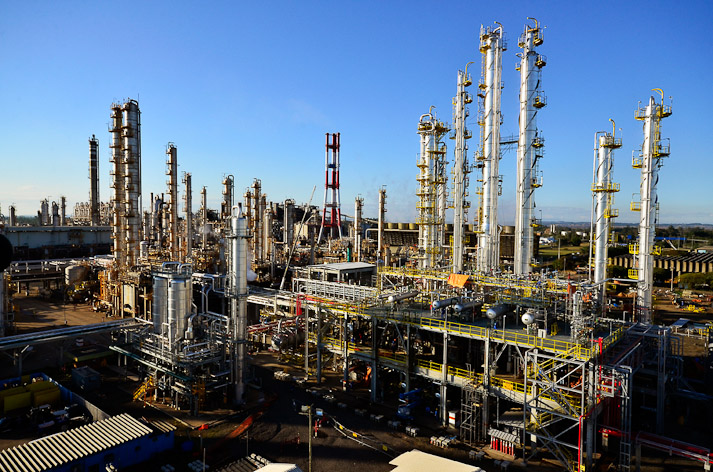
Braskem, a maior indústria química do Brasil

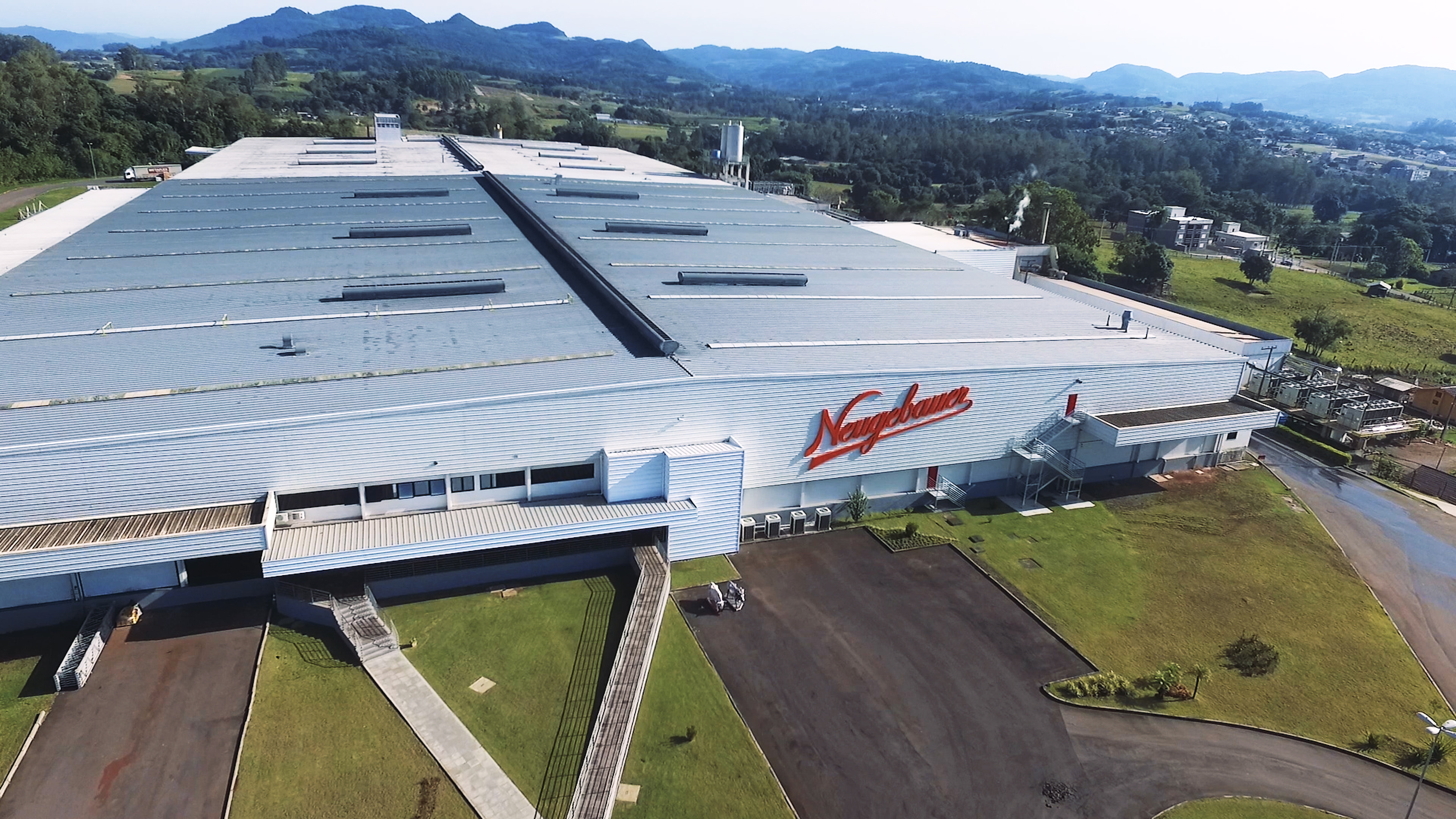
Fábrica de chocolate Neugebauer em Arroio do Meio. A América Latina é especialista em processamento de alimentos

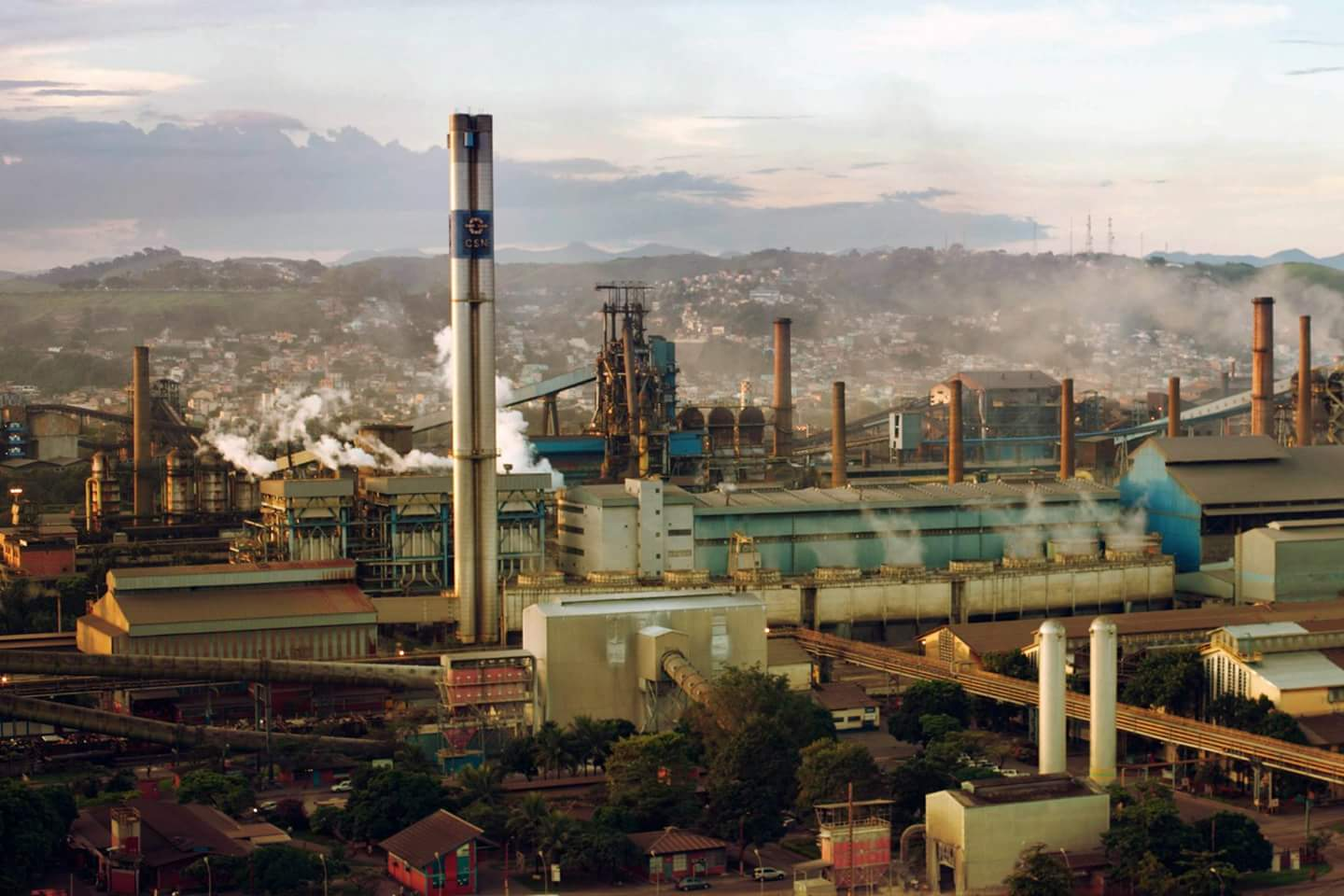
Siderúrgica CSN, em Volta Redonda. O Brasil é um dos 10 maiores produtores de aço do mundo, o México é um dos 15 maiores, e a Argentina, um dos 30 maiores

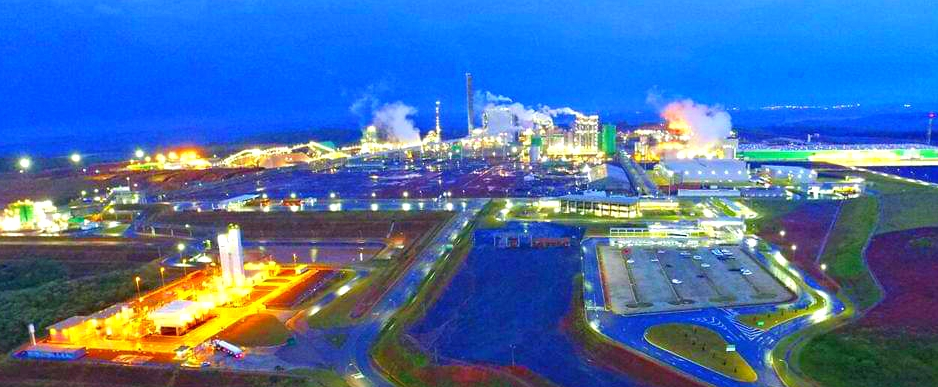
Complexo industrial da Klabin, em Ortigueira. O Brasil é o 2.º maior produtor de celulose do mundo e o 8.º maior produtor de papel

O Banco Mundial lista os principais países produtores a cada ano, com base no valor total da produção. Pela lista de 2019, o México tem a 12.ª indústria mais valiosa do mundo (US $ 217,8 bilhões), o Brasil tem a 13.ª indústria mais valiosa do mundo (US $ 173,6 bilhões), a Venezuela a 30.ª maior (US $ 58,2 bilhões, mas depende do petróleo para obter esse valor), a Argentina era a 31.ª maior ($ 57,7 bilhões), Colômbia a 46.º maior ($ 35,4 bilhões), Peru a 50.º maior ($ 28,7 bilhões) e Chile a 51.º maior ($ 28,3 bilhões).
O Brasil é o líder industrial da América do Sul. Na indústria de alimentos, o Brasil foi o segundo maior exportador mundial de alimentos processados em 2019. Em 2016, o país foi o 2.º produtor de celulose no mundo e o 8.º produtor de papel. No setor de calçados, em 2019, o Brasil ocupou o 4.º lugar entre os produtores mundiais. Em 2019, o país foi o 8.º produtor de veículos e o 9.º produtor de aço do mundo. Em 2018, a indústria química brasileira ocupava a 8.ª posição mundial. Na indústria têxtil, o Brasil, embora estivesse entre os 5 maiores produtores do mundo em 2013, estava mal integrado ao comércio mundial. No setor de aviação, o o Brasil tem a Embraer, a terceira maior fabricante de aeronaves do mundo, atrás apenas da Boeing e Airbus.
Na América Latina, são poucos os países que alcançam projeção na atividade industrial: Brasil,[carece de fontes?] Argentina, México e, menos destacadamente, Chile. Iniciada tardiamente, a industrialização desses países tomou grande impulso a partir da Segunda Guerra Mundial: esta impediu os países em guerra de comprar os produtos que estavam habituados a importar e de exportar o que produziam.
Nessa época, beneficiando-se das abundantes matérias-primas locais, dos baixos salários pagos à mão-de-obra e de uma certa especialização trazida pelos imigrantes, países como Brasil, México e Argentina, além de Venezuela, Chile, Colômbia e Peru, puderam implantar expressivos parques industriais. De maneira geral, nesses países sobressaem indústrias que exigem pouco capital e tecnologia simples para sua instalação, como as indústrias de beneficiamento de produtos alimentícios e têxteis. Destacam-se também as indústrias de base (siderúrgicas, etc.), além das metalúrgicas e mecânicas.
Os parques industriais brasileiro, mexicano, argentino e chileno apresentam, contudo, uma diversidade e sofisticação muito maiores, produzindo artigos de avançada tecnologia.
Nos demais países latino-americanos, principalmente da América Central, predominam indústrias de beneficiamento de produtos primários para exportação.

## Galeria

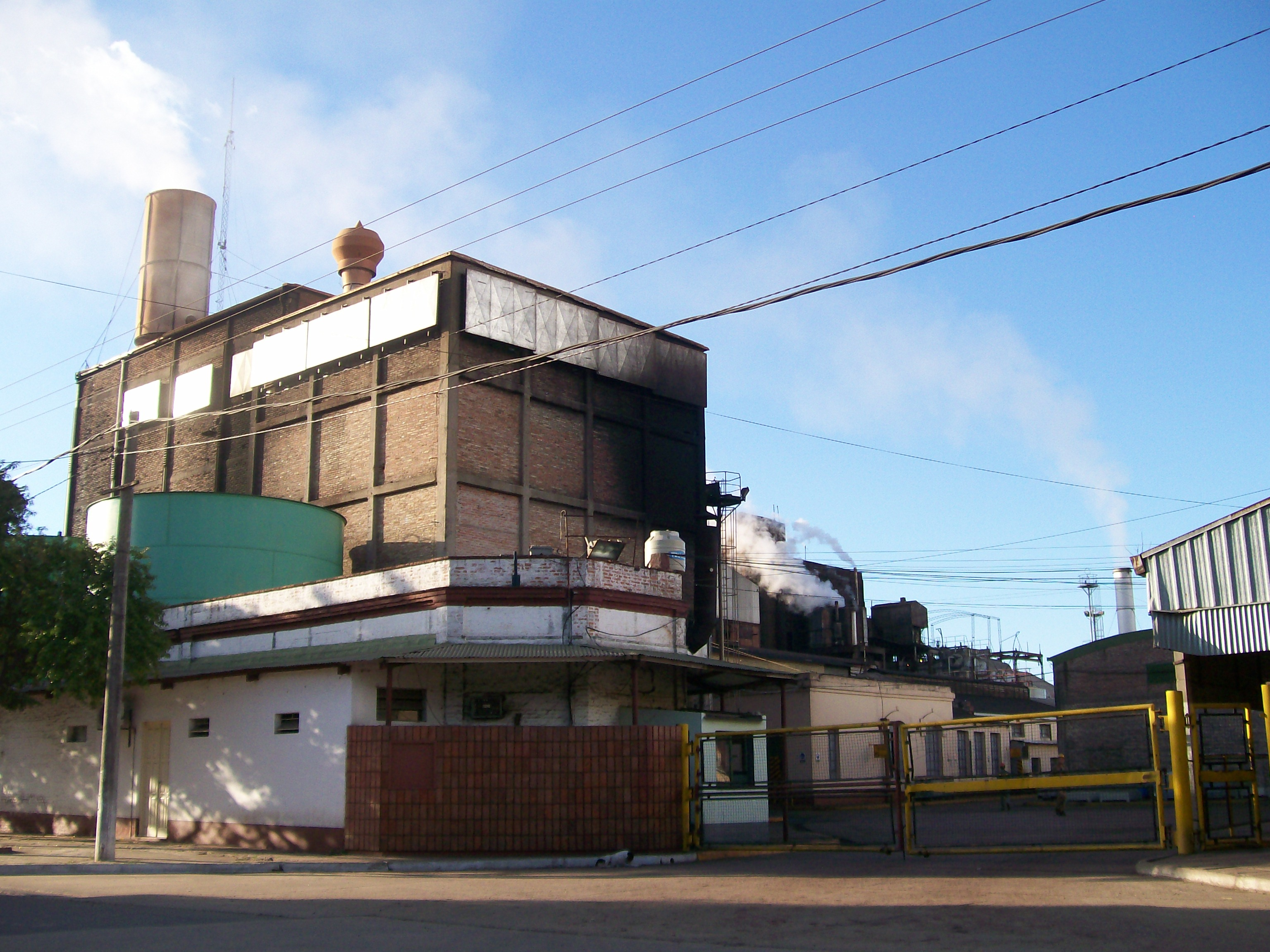
Fábrica de tanino em Puerto Tirol, Chaco, Argentina. Esta planta é uma das mais importantes fontes de trabalho de Puerto Tirol, a qual desenvolveu ao redor dela.
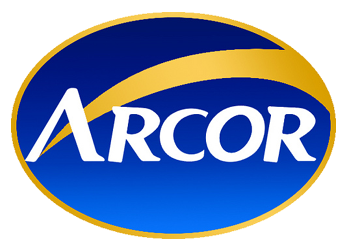
Arcor é uma corporação multinacional da Argentina cujas atividades se concentram no setor alimentício.
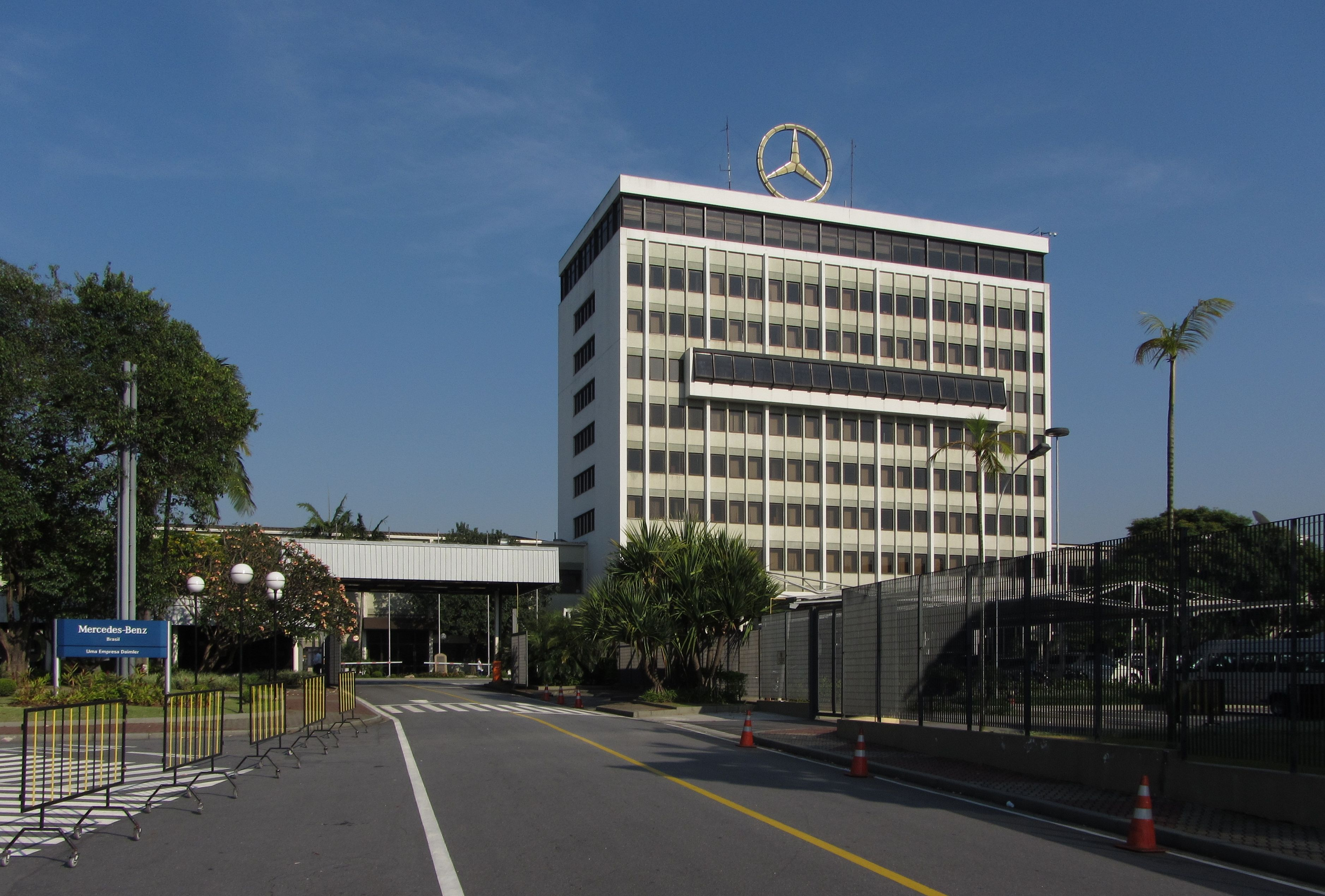
Fábrica da Mercedes-Benz em São Paulo. O Brasil é um dos 10 maiores produtores de veículos do mundo, e a Argentina é um dos 30 maiores.
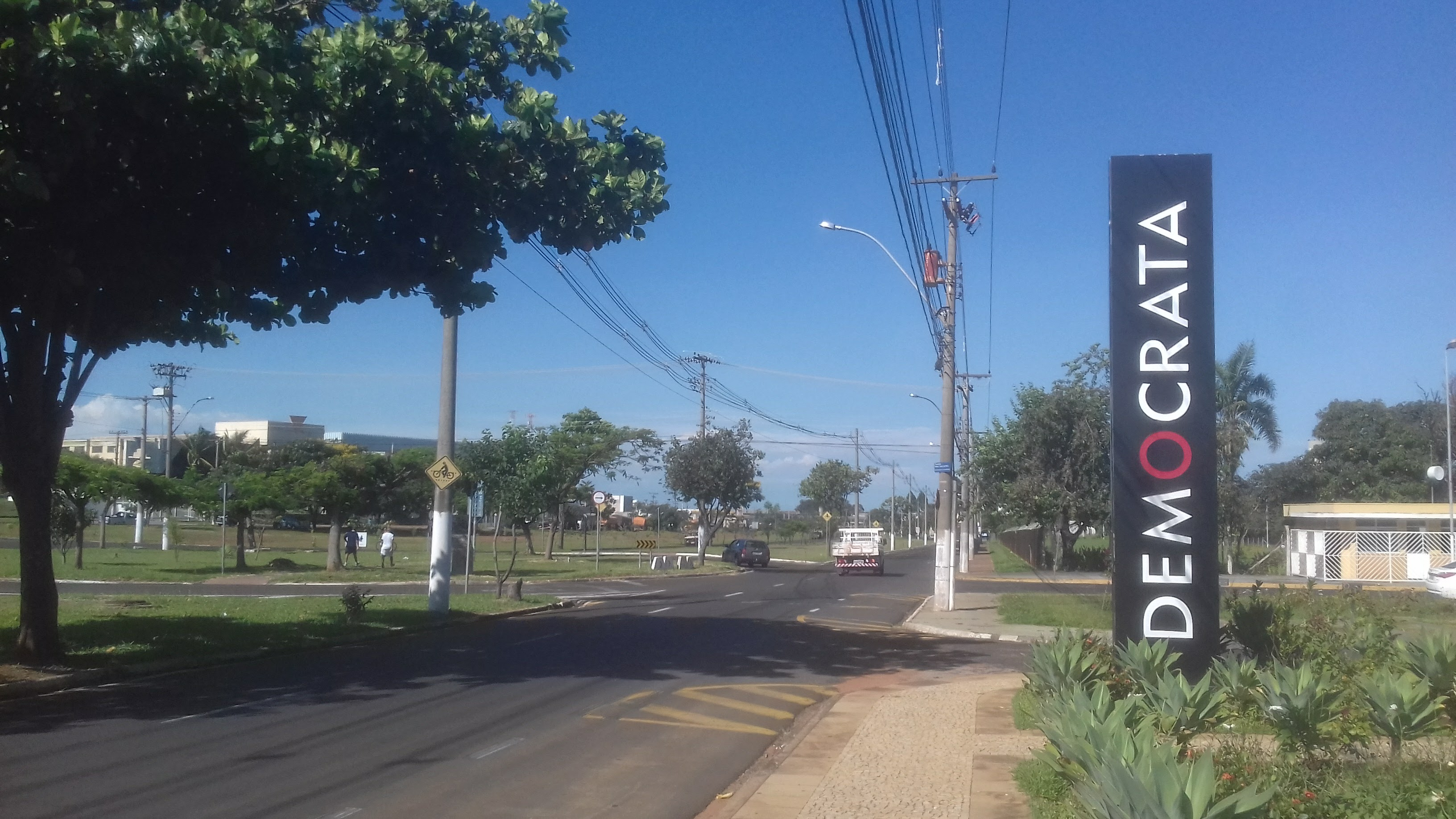
Pórtico da fábrica de calçados masculinos Democrata, em Franca. O Brasil é o 4.º maior produtor de calçados do mundo
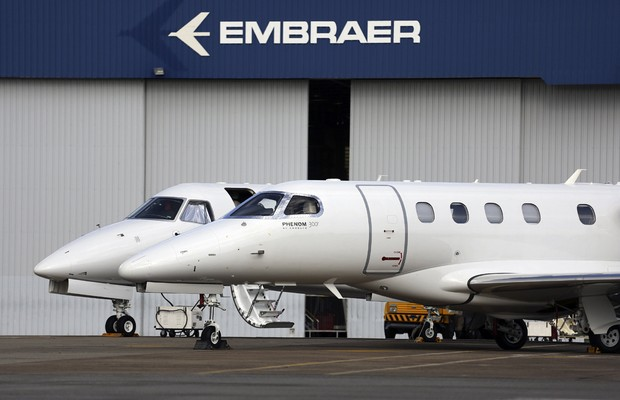
Avião da Embraer. É a 3.º maior fabricante de aviões do mundo, depois da Boeing e Airbus
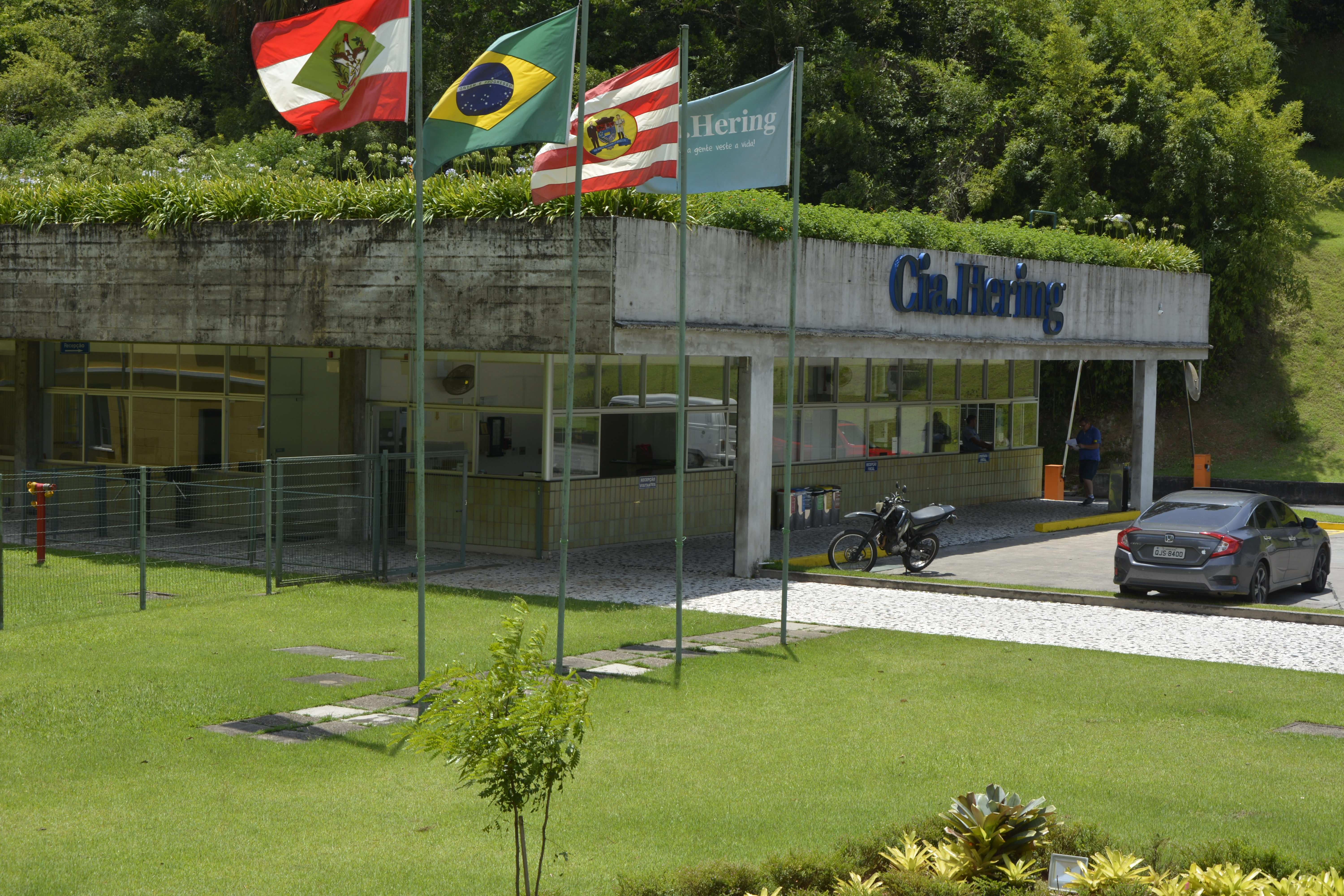
Hering, em Santa Catarina, Brasil. O país possui uma das 5 maiores indústrias têxteis do mundo
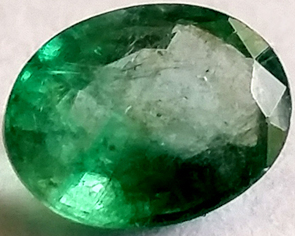
Esmeralda colombiana. O país é o maior produtor de esmeraldas do mundo e o Brasil é um dos maiores produtores
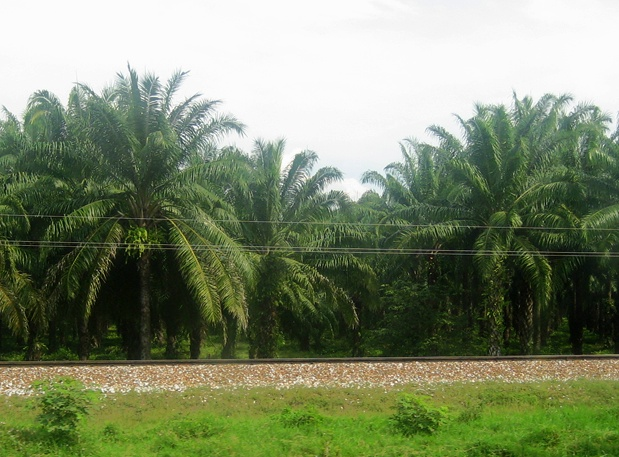
Plantação de palma em Magdalena, Colômbia. O país é um dos 5 maiores produtores de óleo de palma do mundo.
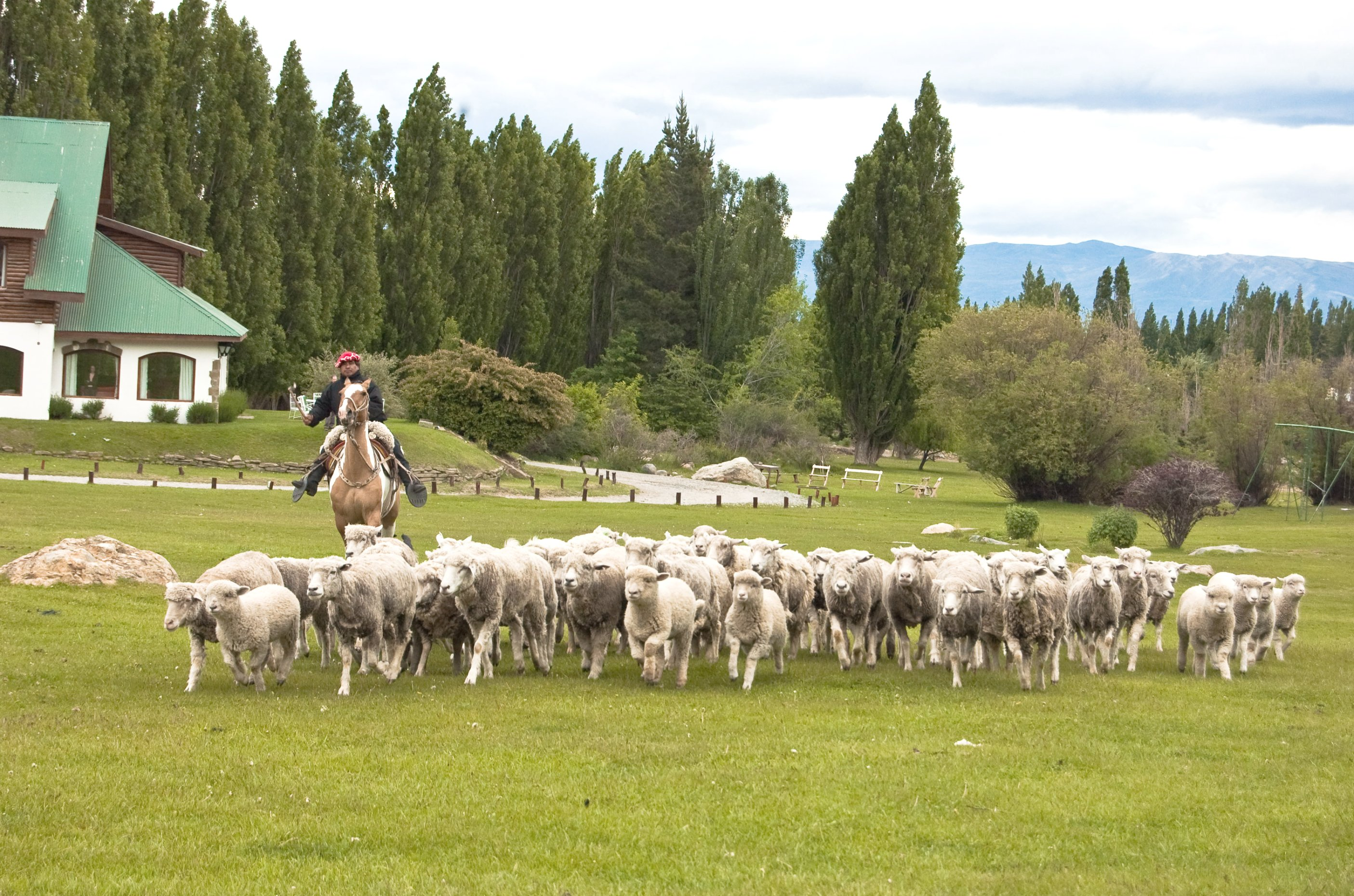
Ovinos na Argentina. O país é o 11.º maior produtor de lã do mundo.
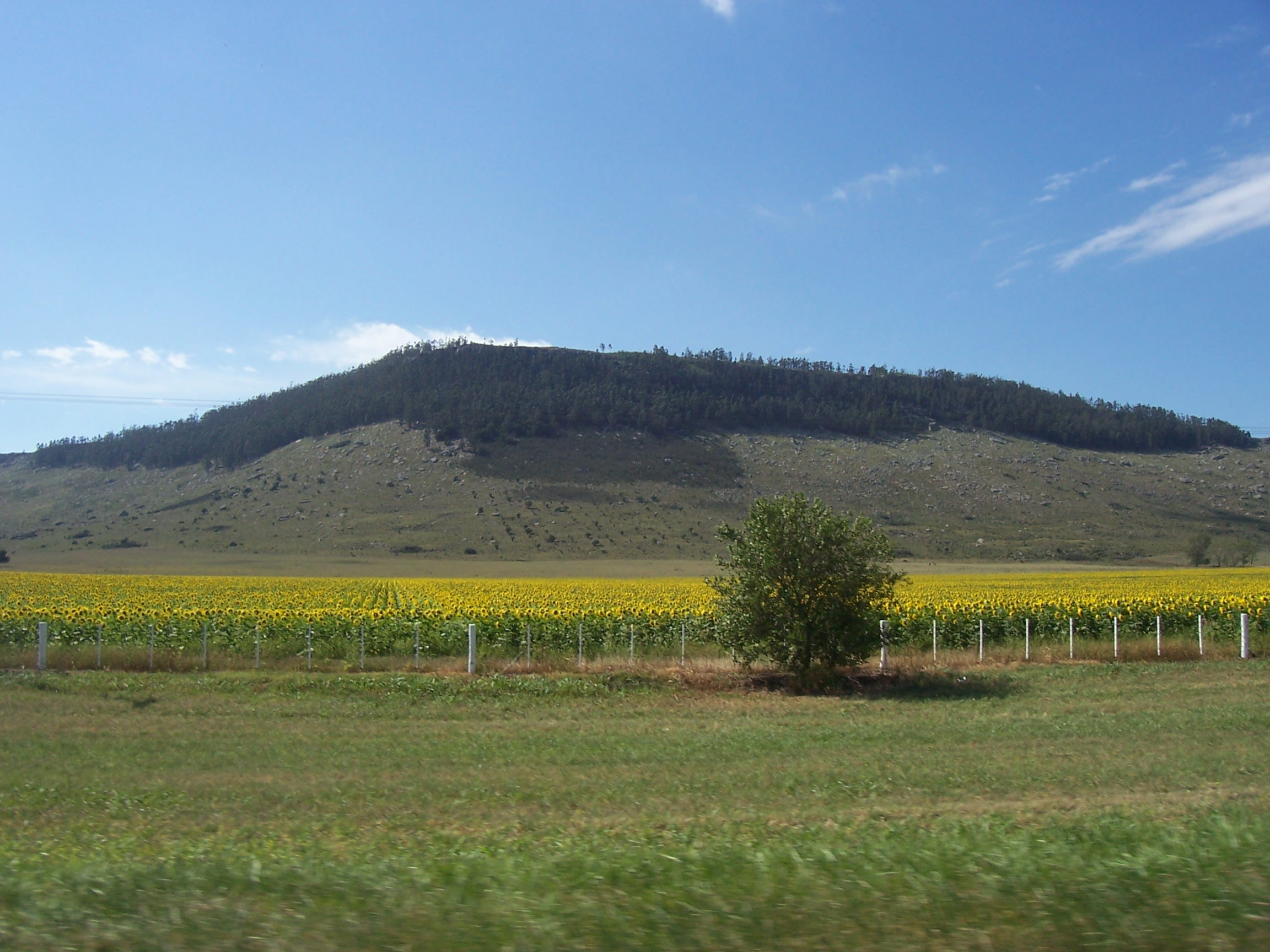
Plantação de girassol na Argentina. O país é o terceiro maior produtor mundial de semente de girassol
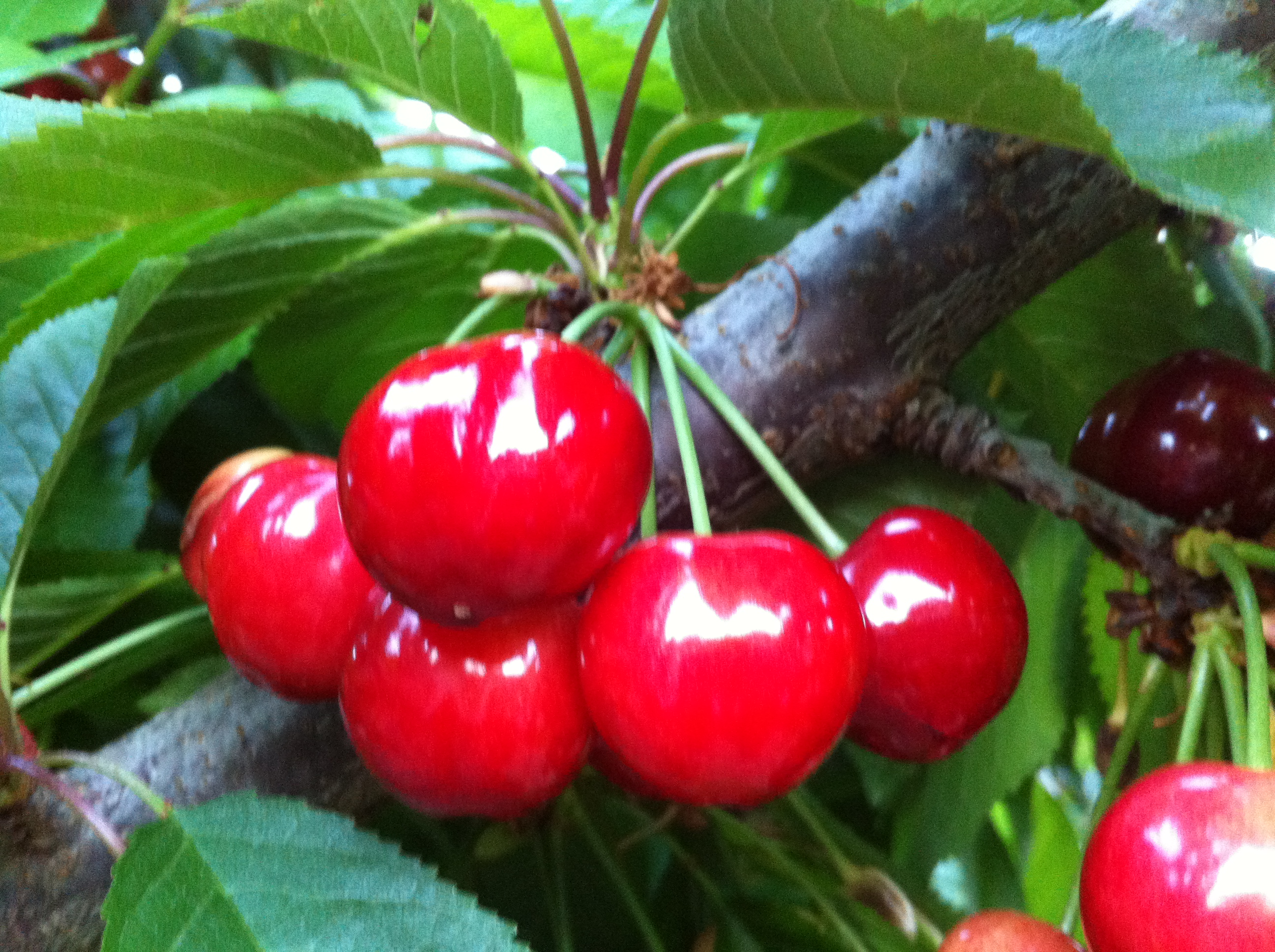
Cerejas chilenas. O Chile é um dos 5 maiores produtores de cereja doce do mundo
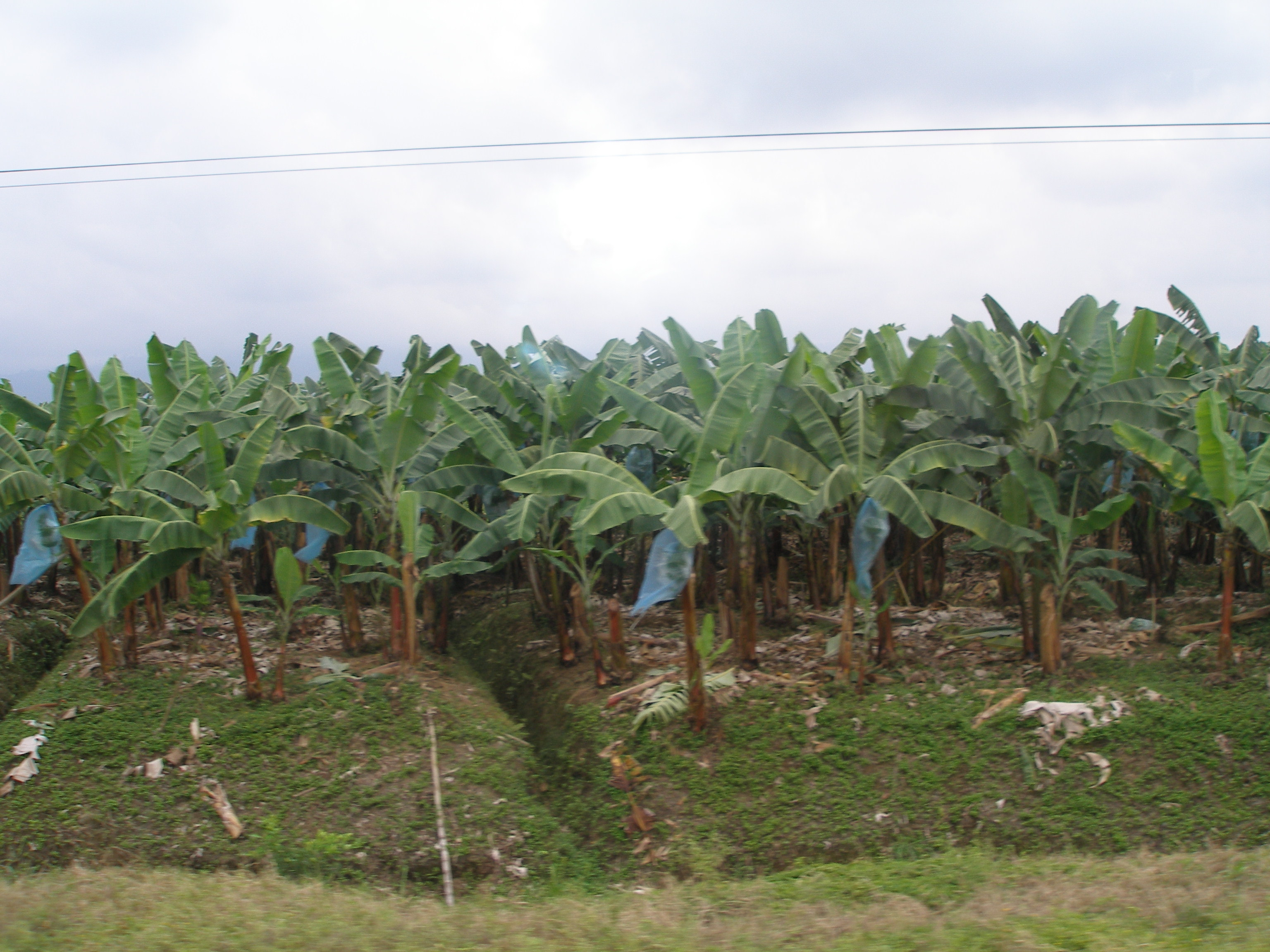
Banana no Equador. O país é o maior exportador de bananas do mundo. A América Latina produz cerca de 30% da banana mundial

## Comércio

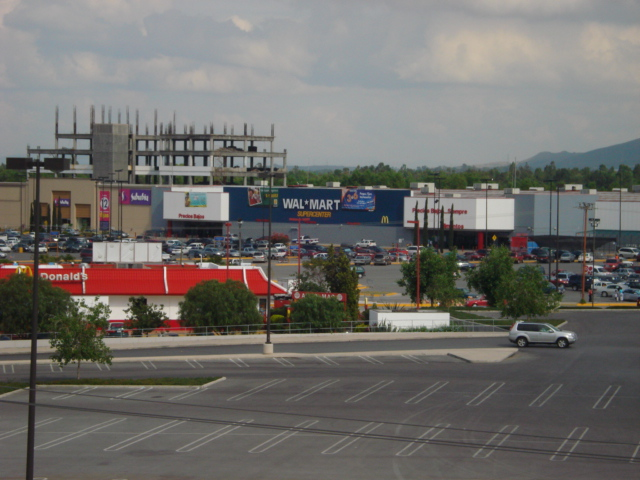
Wal-Mart de San Luis Potosí, México.

A porcentagem de população ativa empregada no setor terciário depende bastante do nível de desenvolvimento de cada país. É maior nas nações latinas mais industrializadas - Brasil, Argentina, Colômbia e México -, reduzindo-se nos demais países. Assim, a atividade comercial, que é a mais importante desse setor, apresenta pesos diferentes conforme o país, ainda que constitua uma importante fonte de recursos.
As exportações da maior parte dos países da América Latina ainda se apoiam em produtos naturais, cujos preços no mercado internacional oscilam muito, não representando grande aumento de divisas. Um dos fatores que criam sérias dificuldades ao desenvolvimento econômico e à integração social da América Latina é a relativa carência de vias de transporte em boas condições de uso.

## Turismo

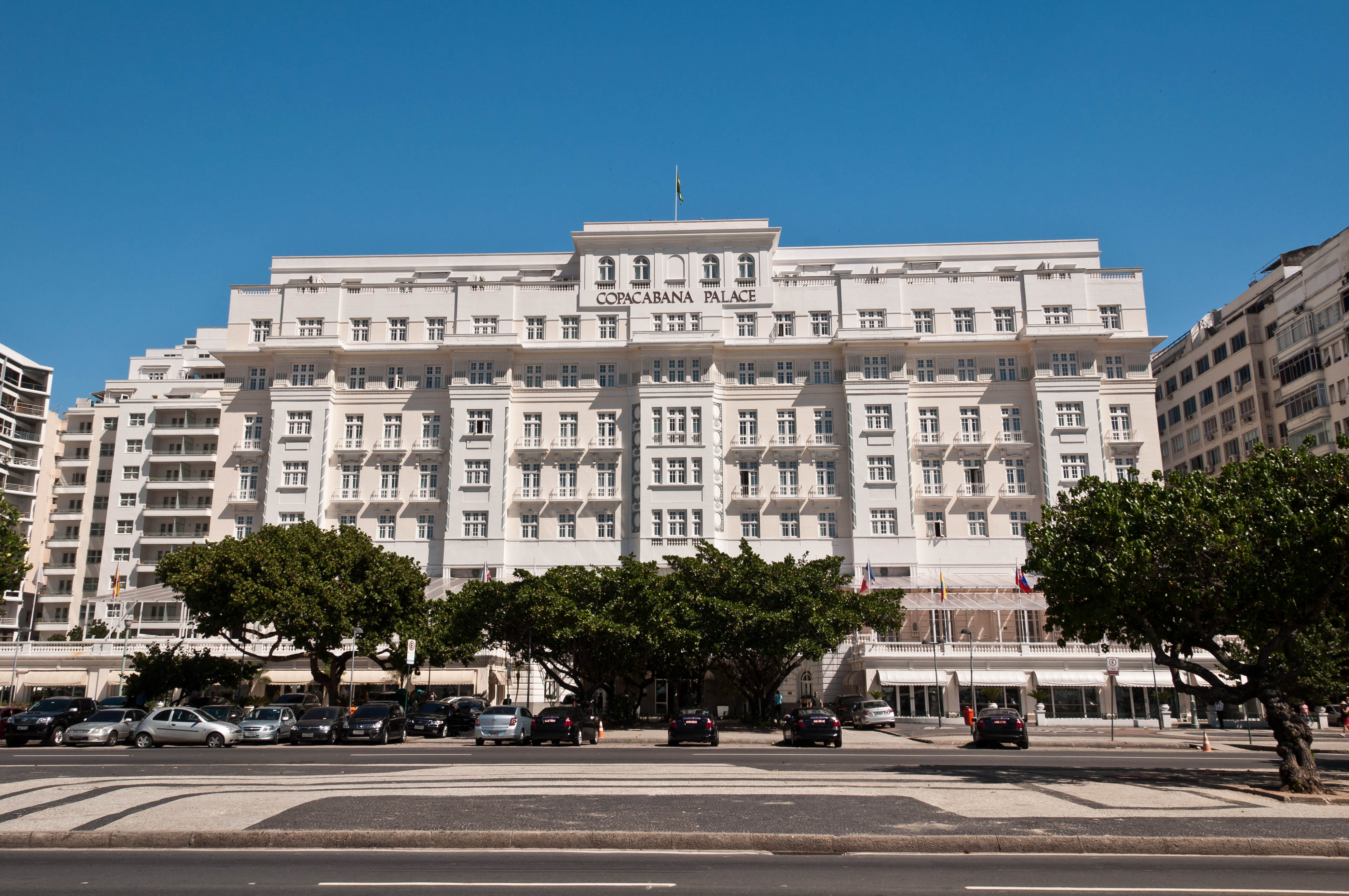
Copacabana Palace, o melhor hotel da América do Sul, no Rio de Janeiro

Na lista dos destinos turísticos mundiais, em 2018, o México foi o sétimo país mais visitado do mundo, com 41,4 milhões de turistas internacionais (e receitas de US$ 22,5 bilhões), boa parte deles pela fronteira com os Estados Unidos. A Argentina foi o 47.º país mais visitado, com 6,9 milhões de turistas (e faturamento de US$ 5,5 bilhões); o Brasil foi o 48.º mais visitado, com 6,6 milhões de turistas (e faturamento de US$ 5,9 bilhões); a República Dominicana em 49.º lugar, com 6,5 milhões de turistas (e receitas de US$ 7,5 bilhões); o Chile em 53.º lugar com 5,7 milhões de turistas (e receita de US$ 2,9 bilhões); o Peru na posição 60 com 4,4 milhões de turistas (e receita de US$ 3,9 bilhões); a Colômbia em 65.º lugar com 3,8 milhões de turistas (e receitas de US $ 5,5 bilhões); o Uruguai em 69.ºlugar com 3,4 milhões de turistas (e receita de US$ 2,3 bilhões); a Costa Rica em 74.º lugar com 3 milhões de turistas (e receitas de US$ 3,9 bilhões). Observe que o número de turistas nem sempre reflete o valor monetário que o país recebe do turismo. Alguns países praticam um turismo de nível mais alto, obtendo maiores benefícios. O turismo na América do Sul ainda é pouco desenvolvido: na Europa, por exemplo, os países obtêm valores anuais de turismo como 73,7 bilhões de dólares (Espanha), recebendo 82,7 milhões de turistas ou 67,3 bilhões de dólares (França), recebendo 89,4 milhões de turistas. Enquanto a Europa recebeu 710 milhões de turistas em 2018, a Ásia 347 milhões e a América do Norte 142,2 milhões, a América do Sul recebeu apenas 37 milhões, a América Central 10,8 milhões e o Caribe 25,7 milhões.

## Transportes

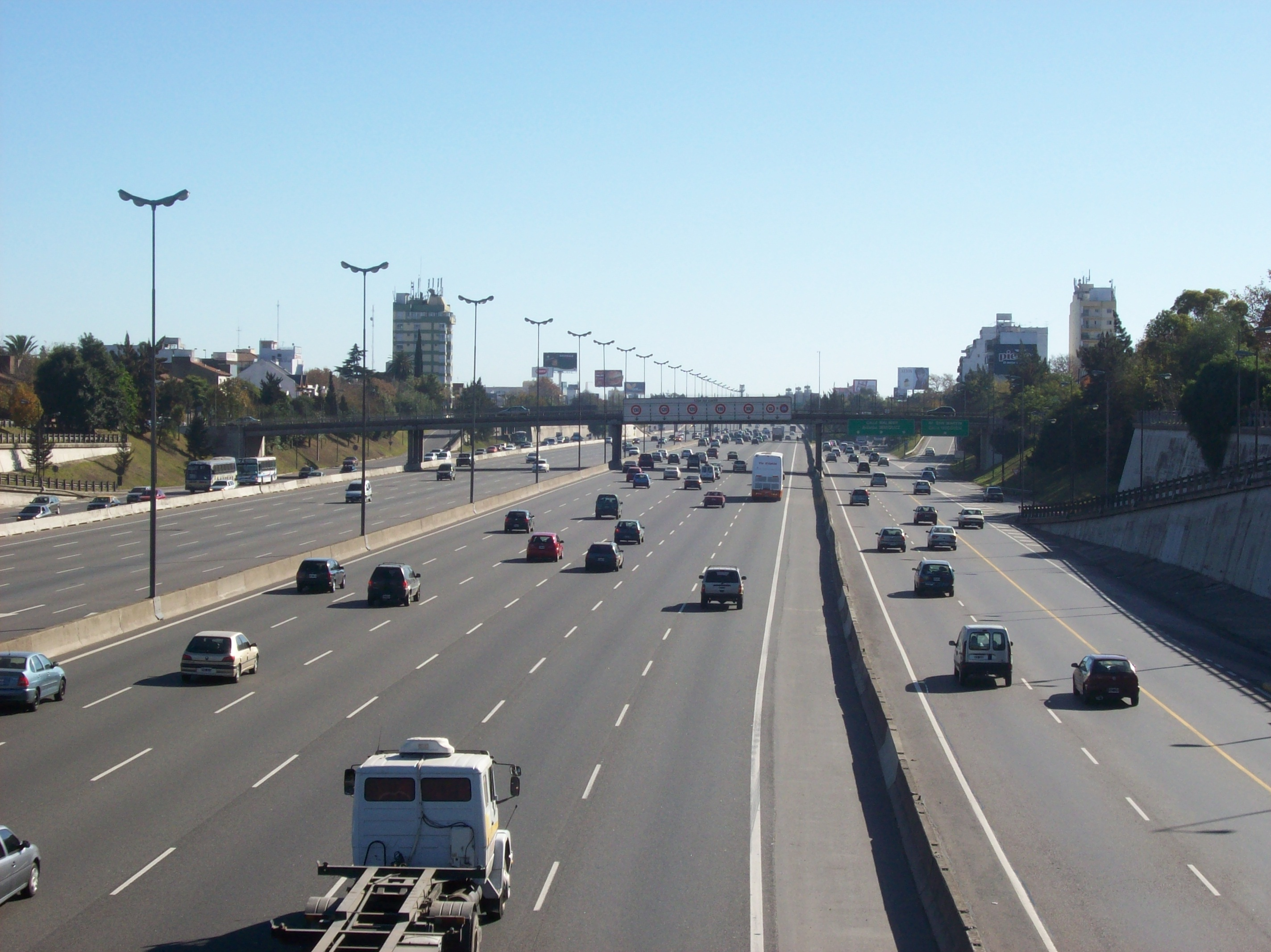
Trecho da Rodovia Pan-americana em Buenos Aires.

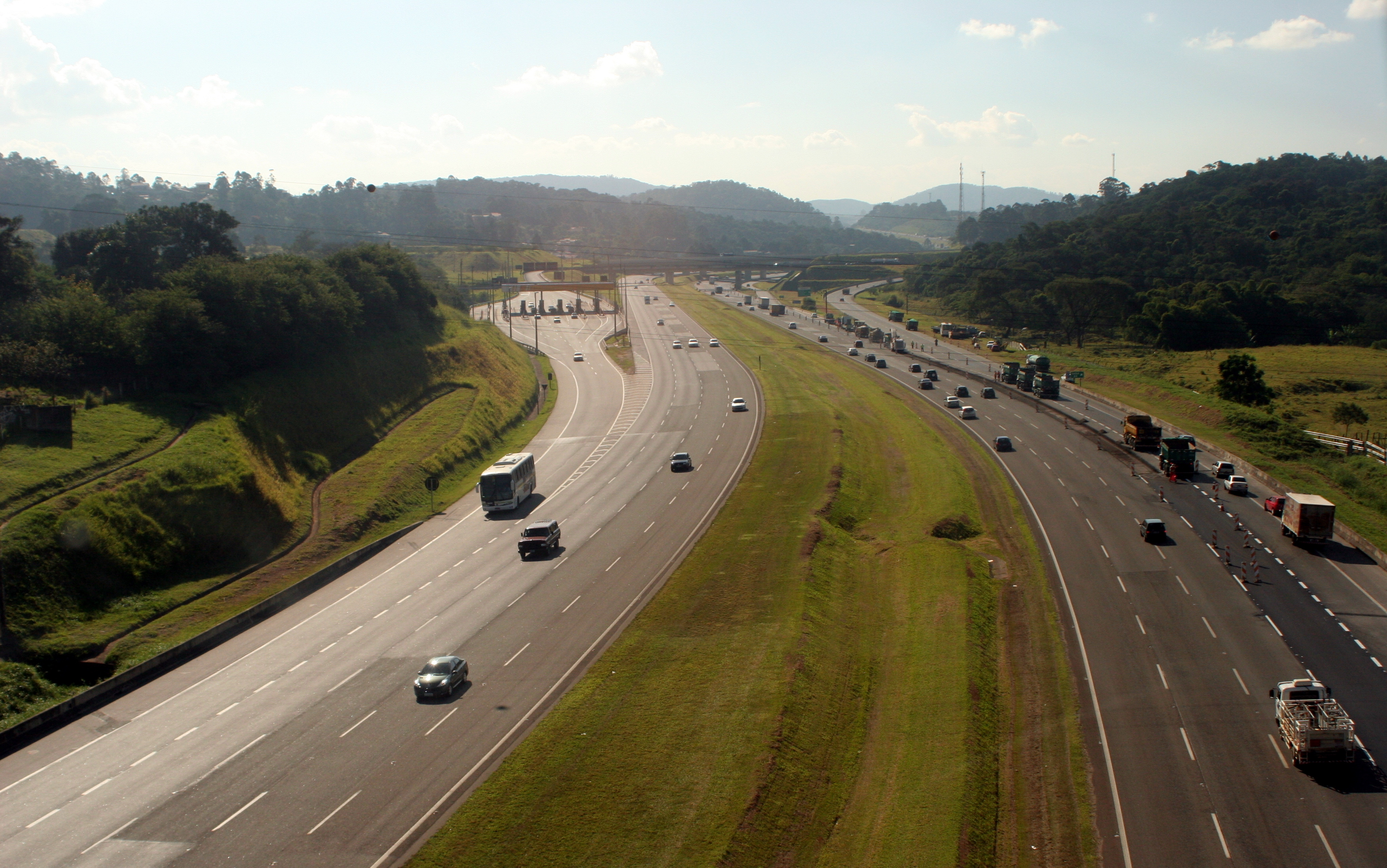
Rodovia dos Bandeirantes, Brasil

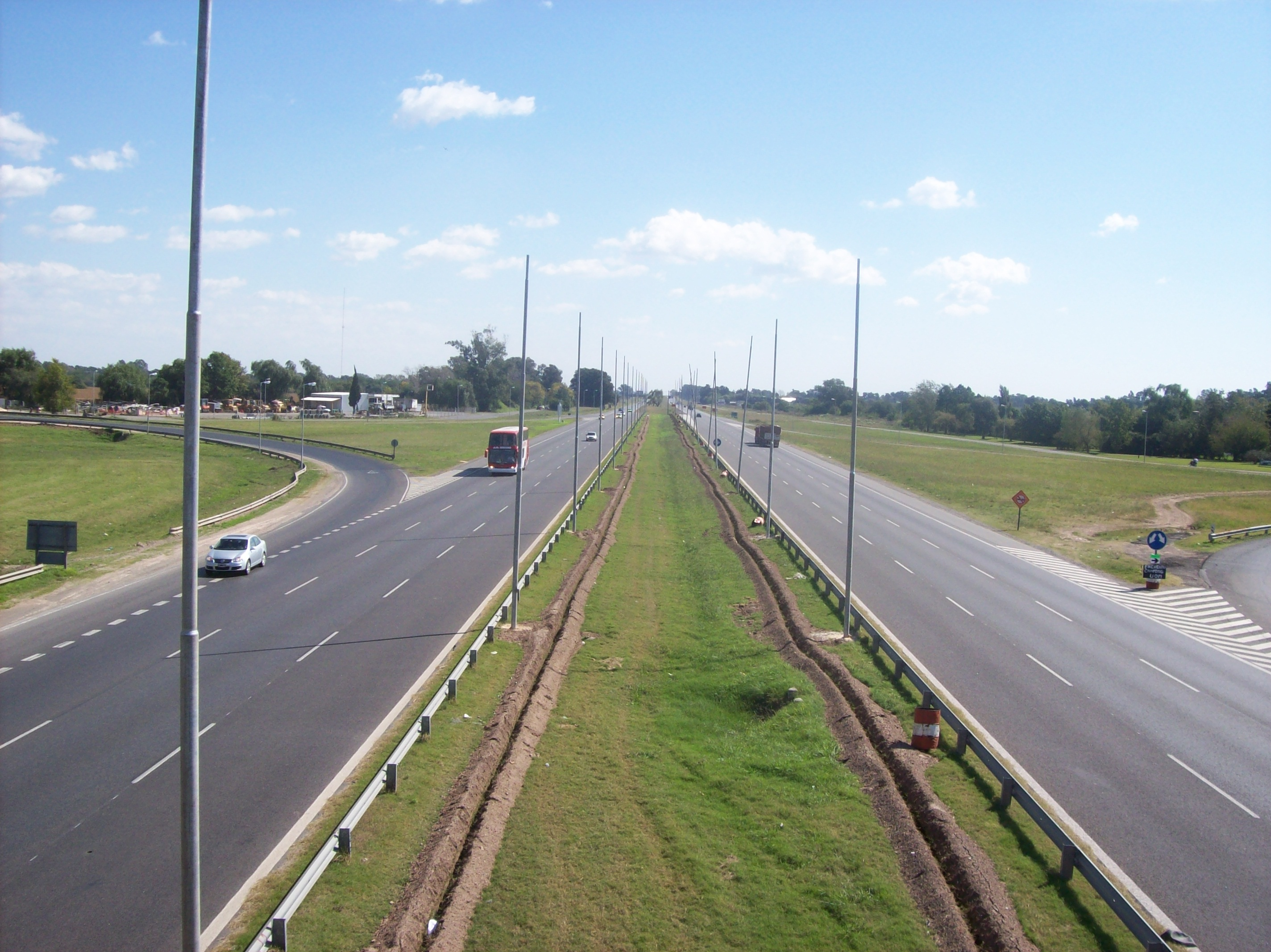
Ruta 9 / 14, em Zarate, Argentina

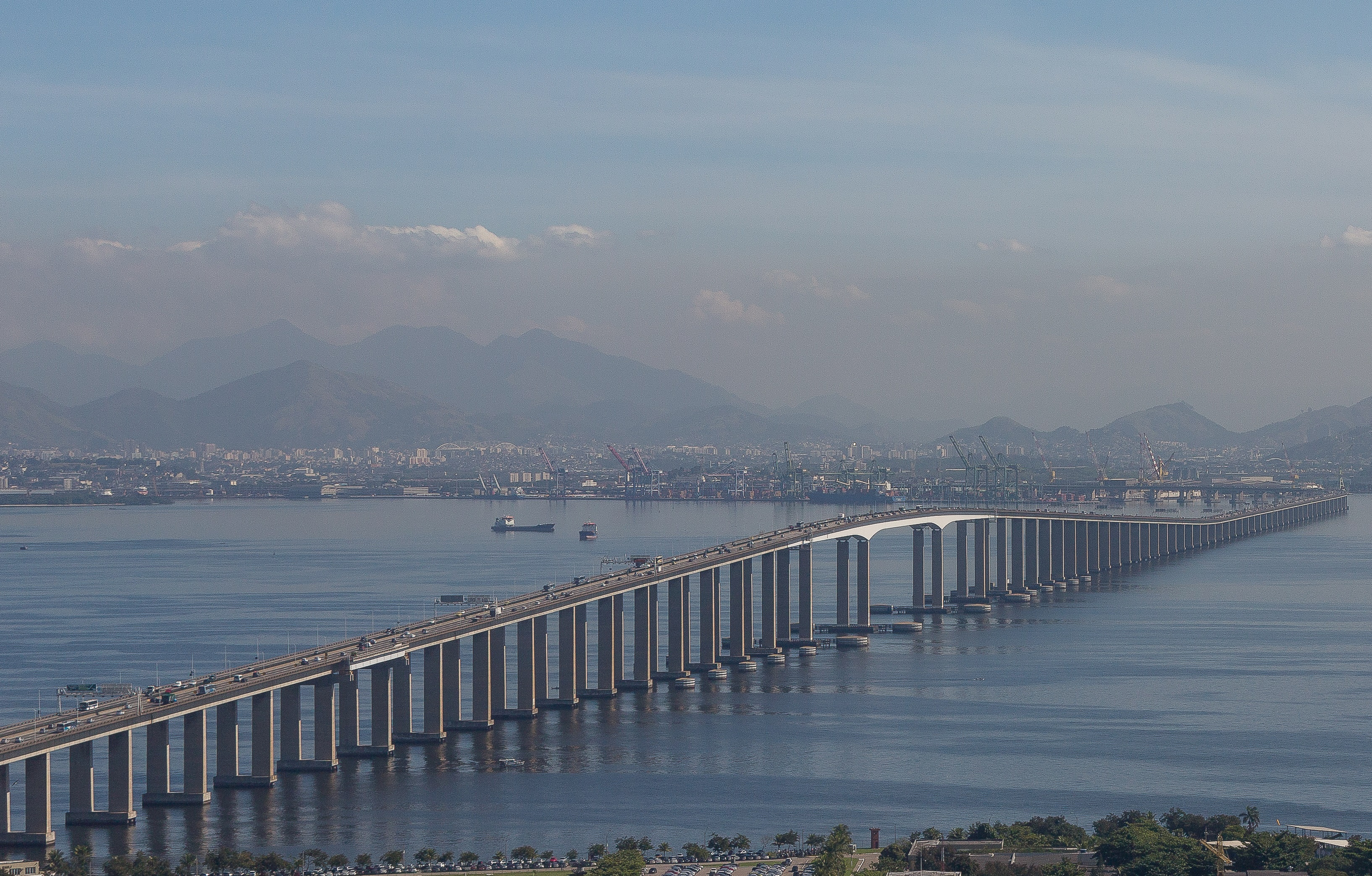
Ponte Rio-Niterói

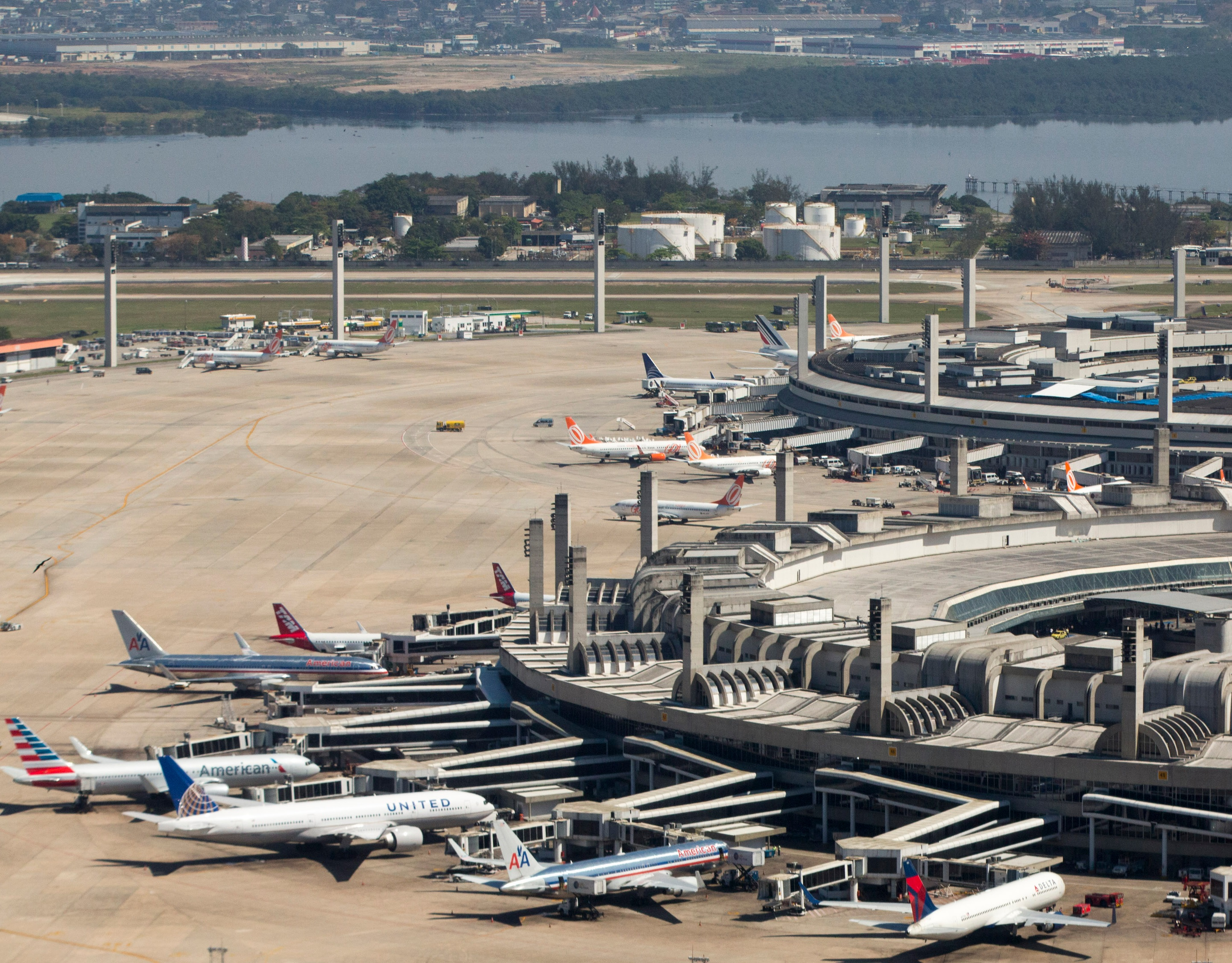
Aeroporto Internacional do Rio de Janeiro

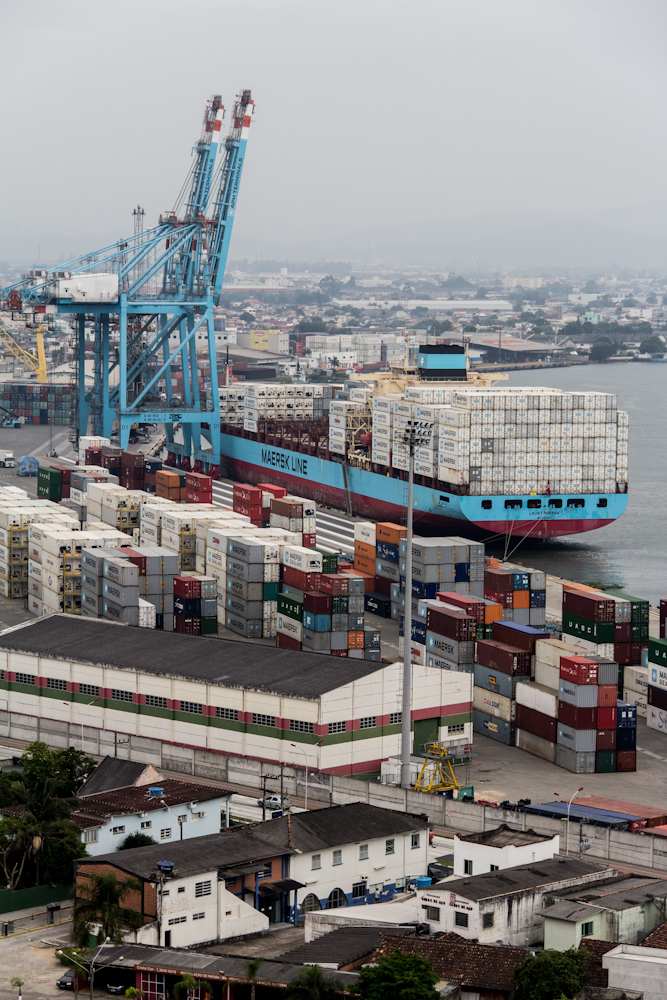
Porto de Itajaí, Santa Catarina, Brasil

As dificuldades impostas pelo relevo; a tropicalidade dominante do clima, caracterizada por chuvas freqüentes; o predomínio de rios de planalto, dificultando a navegação; e a densidade da vegetação, quase intransponível em certos trechos, são fatores naturais que têm de ser vencidos. Mas é principalmente a ausência de recursos financeiros para a construção de modernos portos, grandes rodovias, comportas fluviais ou aeroportos modernos, que impede que essa parte do continente apresente uma densa malha de circulação. Entre os países latino-americanos, os mais industrializados são, naturalmente, os mais bem servidos nessa área, ainda que em todos eles haja grandes deficiências quanto aos meios de transporte.
Na região mais densamente povoada da América do Sul e servida pela bacia dos rios Paraná, Paraguai e Uruguai (bacia Platina) vem sendo desenvolvida uma hidrovia que fará a interligação fluvial entre os quatro países do sudeste do continente.
O transporte na América do Sul é feito basicamente no modal rodoviário, o mais desenvolvido da região. Há também uma infraestrutura considerável de portos e aeroportos. O setor ferroviário e fluvial, embora tenha potencial, costuma ser tratado de forma secundária.
O Brasil tem mais de 1,7 milhão de quilômetros de estradas, dos quais 215 000 km são pavimentados e cerca de 14 000 km são rodovias duplicadas. As duas rodovias mais importantes do país são BR-101 e BR-116. A Argentina tem mais de 600 000 km de estradas, sendo cerca de 70 000 km pavimentadas e cerca de 2 500 km são rodovias duplicadas. As três rodovias mais importantes do país são a Rota 9, Rota 7 e Rota 14. A Colômbia possui cerca de 210 000 km de rodovias e cerca de 2 300 km são rodovias duplicadas. O Chile tem cerca de 82 000 km de estradas, 20 000 das quais são pavimentadas e aproximadamente 2 000 km são rodovias duplicadas. A rodovia mais importante do país é a Ruta 5 (Rodovia Panamericana)  Na América do Sul, esses 4 países têm a melhor infraestrutura viária e o maior número de rodovias de pista dupla.
A malha rodoviária do México tem uma extensão de 366 095 km, dos quais 116 802 km são pavimentados; Destes, 10 474 km são rodovias duplicadas: 9 544 km são rodovias de quatro pistas e o restante tem 6 ou mais pistas.
Devido à Cordilheira dos Andes, ao Rio Amazonas e à Floresta Amazônica, sempre houve dificuldades na implantação de estradas transcontinentais ou bioceânicas. Praticamente a única rota que existia era a que ligava o Brasil a Buenos Aires, na Argentina e depois a Santiago, no Chile. Porém, nos últimos anos, com o esforço conjunto dos países, novas rotas começaram a surgir, como a rota Brasil-Peru (Rodovia Interoceânica), e uma nova rodovia entre Brasil, Paraguai, norte da Argentina e norte do Chile (Corredor Bioceânico).
Existem mais de 2 000 aeroportos no Brasil. O país possui o segundo maior número de aeroportos do mundo, atrás apenas dos Estados Unidos. O Aeroporto Internacional de São Paulo, localizado na Região Metropolitana de São Paulo, é o maior e mais movimentado do país - o aeroporto conecta São Paulo a praticamente todas as principais cidades do mundo. O Brasil tem 44 aeroportos internacionais, como os do Rio de Janeiro, Brasília, Belo Horizonte, Porto Alegre, Florianópolis, Cuiabá, Salvador, Recife, Fortaleza, Belém e Manaus, entre outros. A Argentina tem aeroportos internacionais importantes, como os de Buenos Aires, Córdoba, Bariloche, Mendoza, Salta, Puerto Iguazú, Neuquén e Usuhaia, entre outros. O Chile tem aeroportos internacionais importantes, como os de Santiago, Antofagasta, Puerto Montt, Punta Arenas e Iquique, entre outros. A Colômbia tem aeroportos internacionais importantes, como os de Bogotá, Medellín, Cartagena, Cali e Barranquilla, entre outros. O Peru tem aeroportos internacionais importantes como os de Lima, Cuzco e Arequipa. Outros aeroportos importantes são os das capitais do Uruguai (Montevidéu), Paraguai (Assunção), Bolívia (La Paz) e Equador (Quito). Os 10 aeroportos mais movimentados da América do Sul em 2017 foram: São Paulo-Guarulhos (Brasil), Bogotá (Colômbia), São Paulo-Congonhas (Brasil), Santiago (Chile), Lima (Peru), Brasília (Brasil), Rio de Janeiro. (Brasil), Buenos Aires-Aeroparque (Argentina), Buenos Aires-Ezeiza (Argentina) e Minas Gerais (Brasil).
Existem 1 834 aeroportos no México, o terceiro maior número de aeroportos por país no mundo. Os sete maiores aeroportos, que absorvem 90% das viagens aéreas, são (por ordem de tráfego aéreo): Cidade do México, Cancún, Guadalajara, Monterrey, Tijuana, Acapulco e Puerto Vallarta. Considerando toda a América Latina, os 10 aeroportos mais movimentados em 2017 foram: Cidade do México (México), São Paulo-Guarulhos (Brasil), Bogotá (Colômbia), Cancún (México), São Paulo-Congonhas (Brasil), Santiago (Chile ), Lima (Peru), Brasília (Brasil), Rio de Janeiro (Brasil) e Tocumen (Panamá).
Sobre portos, o Brasil tem alguns dos portos mais movimentados da América do Sul, como o Porto de Santos, Porto do Rio de Janeiro, Porto de Paranaguá, Porto de Itajaí, Porto de Rio Grande e Porto de Suape. A Argentina possui portos como o Porto de Buenos Aires e o Porto de Rosário. O Chile tem portos importantes em Valparaíso, Caldera, Mejillones, Antofagasta, Iquique, Arica e Puerto Montt. A Colômbia possui portos importantes como os de Buenaventura e Baía de Cartagena. O Peru tem portos importantes em Callao, Ilo e Matarani. Os 15 portos mais ativos da América do Sul são: Porto de Santos (Brasil), Porto da Bahía de Cartagena (Colômbia), Callao (Peru), Guayaquil (Equador), Buenos Aires (Argentina), San Antonio (Chile), Buenaventura (Colômbia), Itajaí (Brasil), Valparaíso (Chile), Montevidéu (Uruguai), Paranaguá (Brasil), Rio Grande (Brasil), São Francisco do Sul (Brasil), Manaus (Brasil) e Coronel (Chile).
Os quatro principais portos marítimos que concentram cerca de 60% do tráfego de mercadorias no México são Altamira e Veracruz no Golfo do México, e Manzanillo e Lázaro Cárdenas no Oceano Pacífico. Considerando toda a América Latina, os 10 maiores portos em termos de movimentação são: Colón (Panamá), Santos (Brasil), Manzanillo (México), Bahía de Cartagena (Colômbia), Pacífico (Panamá), Callao (Peru), Guayaquil (Equador), Buenos Aires (Argentina), San Antonio (Chile) e Buenaventura (Colômbia).
A malha ferroviária brasileira tem uma extensão de cerca de 30 000 quilômetros. É usado basicamente para transportar minerais. O transporte ferroviário de passageiros é deficitário em quase todo o mundo: mesmo na Europa, é realizado através de pesado subsídio estatal. No Brasil, não vem sendo aplicado, basicamente, por causar prejuízo ao invés de lucro: as empresas são livres para aplicá-lo mas optam por não fazê-lo. A Argentina tem uma rede de 47 000 km que já foi uma das maiores do mundo e continua a ser a mais longa da América Latina. Tinha cerca de 100 mil km de trilhos, mas o levantamento de trilhos e a ênfase no transporte motorizado foram reduzindo o volume de ferrovias gradativamente. Possui quatro trilhas diferentes e conexões internacionais com o Paraguai, Bolívia, Chile, Brasil e Uruguai. O Chile tem quase 7 000 km de ferrovias, com conexões para Argentina, Bolívia e Peru. A Colômbia tem apenas cerca de 3 500 km de ferrovias.
Dentre as principais vias navegáveis brasileiras, duas se destacam: Hidrovia Tietê-Paraná (que tem 2 400 km de extensão, sendo 1 600 no rio Paraná e 800 km no rio Tietê, escoando a produção agrícola dos estados de Mato Grosso, Mato Grosso do Sul, Goiás e parte de Rondônia, Tocantins e Minas Gerais) e Hidrovia do Solimões-Amazonas (tem dois trechos: Solimões, que vai de Tabatinga a Manaus, com aproximadamente 1 600 km, e Amazonas, que se estende de Manaus a Belém, com 1 650 km. Quase todo o transporte de passageiros da planície amazônica é feito por esta hidrovia, além de praticamente todo o transporte de cargas que vai para os centros regionais Belém e Manaus). No Brasil, esse transporte ainda é subutilizado: os trechos mais importantes das hidrovias, do ponto de vista econômico, localizam-se no Sudeste e no Sul do país. A sua plena utilização depende ainda da construção de eclusas, grandes dragagens e, principalmente, de portos que permitam a integração intermodal. Na Argentina, a rede hidroviária é composta pelos rios La Plata, Paraná, Paraguai e Uruguai. Os principais portos fluviais são Zárate e Campana. O porto de Buenos Aires é historicamente o primeiro em importância individual, mas a área conhecida como Up-River, que se estende ao longo de 67 km da porção Santa Fé do rio Paraná, reúne 17 portos que concentram 50% das exportações totais do país.

## Energia

### Brasil

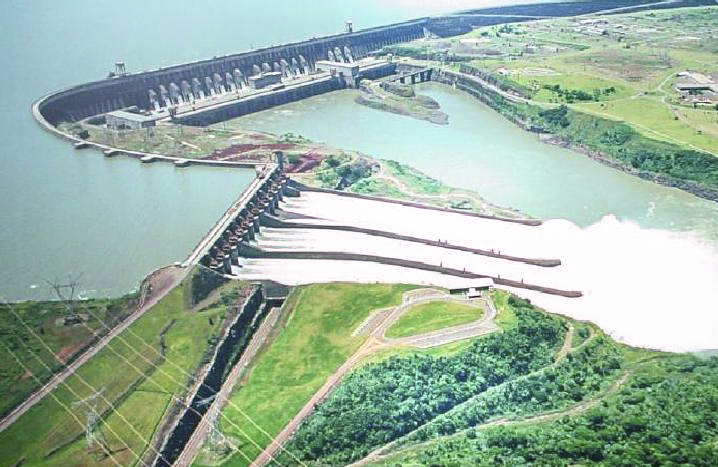
Represa de Itaipu no Paraná.

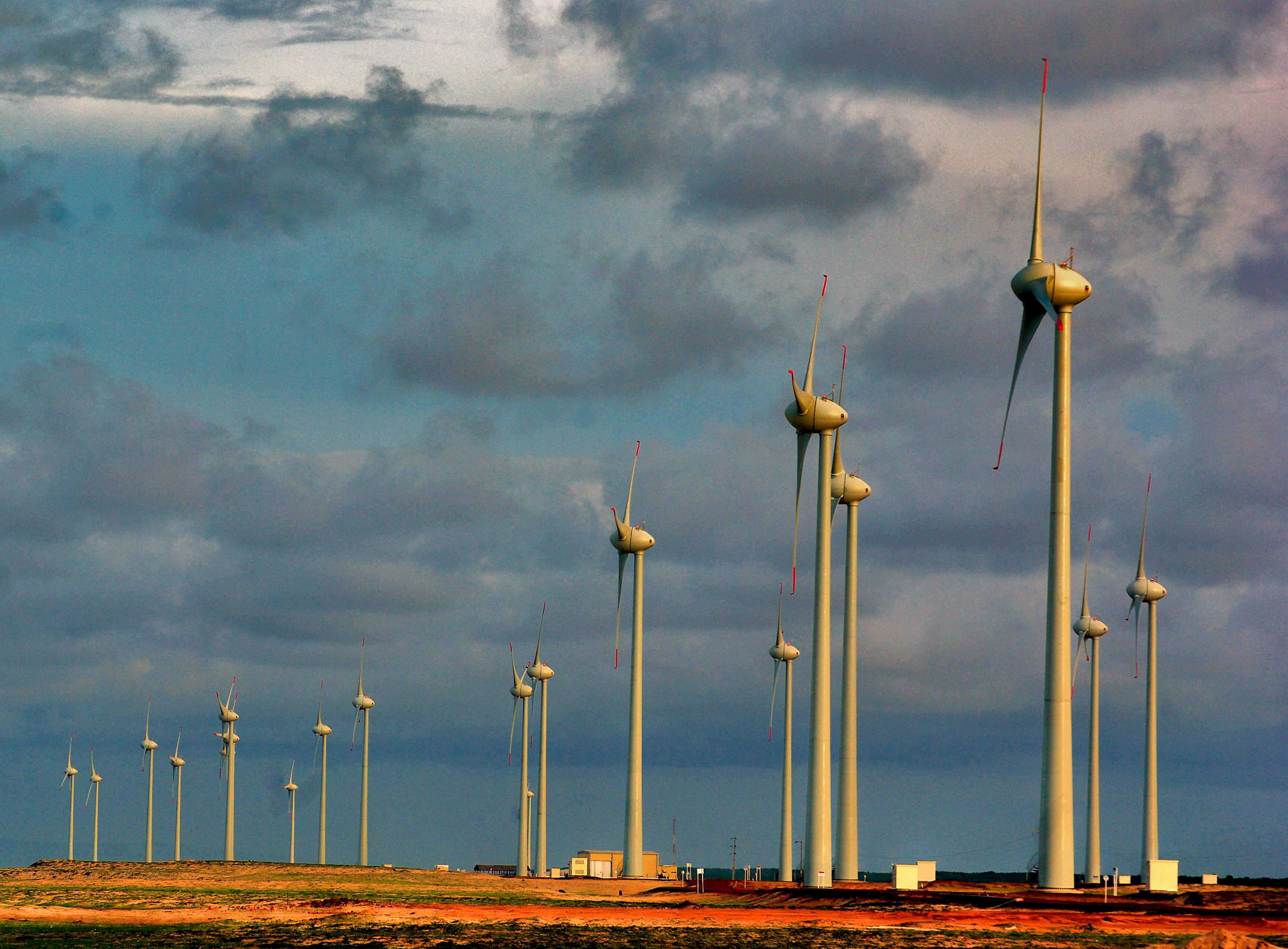
Energia eólica em Parnaíba.

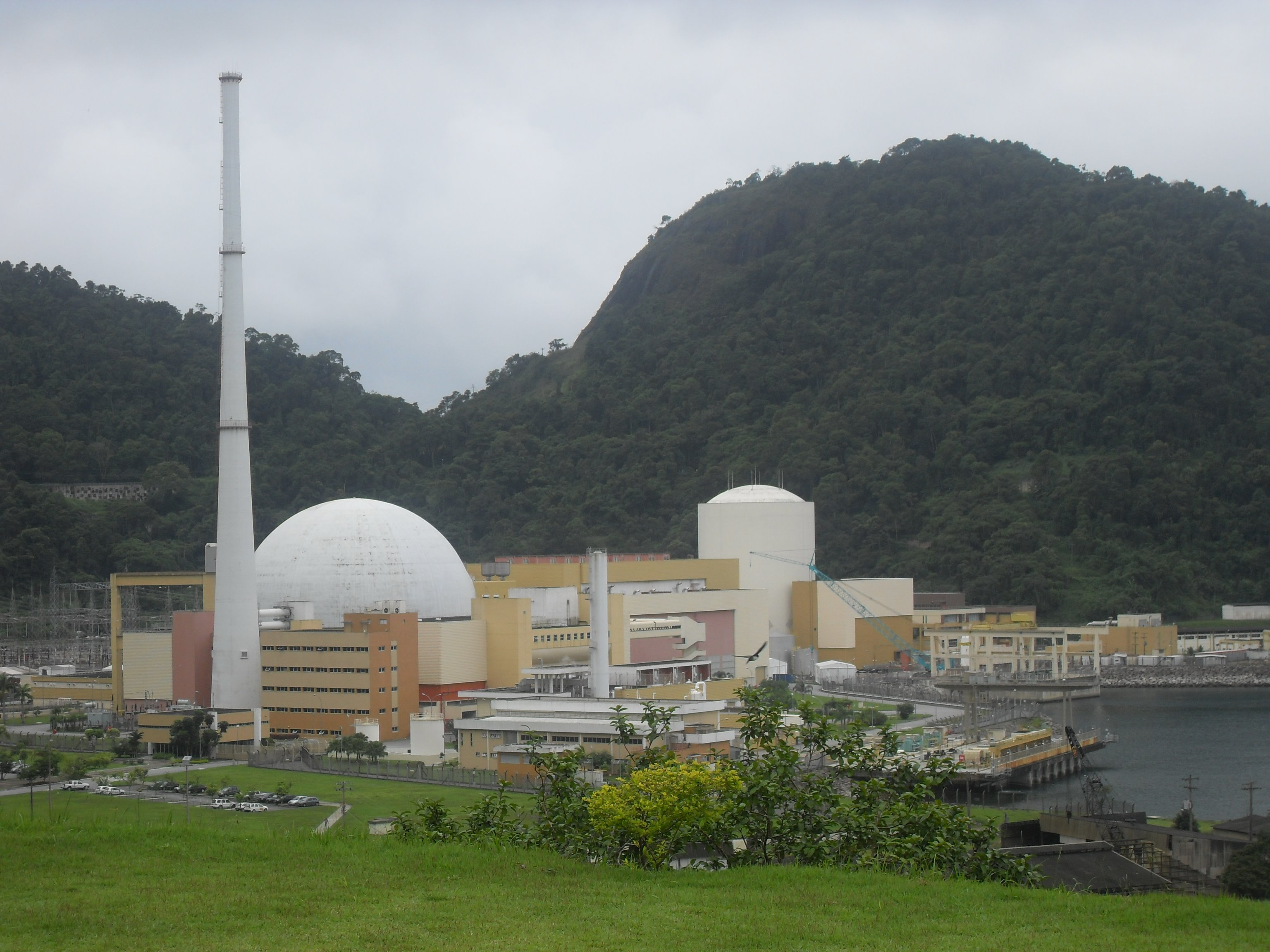
Central Nuclear Almirante Álvaro Alberto em Angra dos Reis, Rio de Janeiro

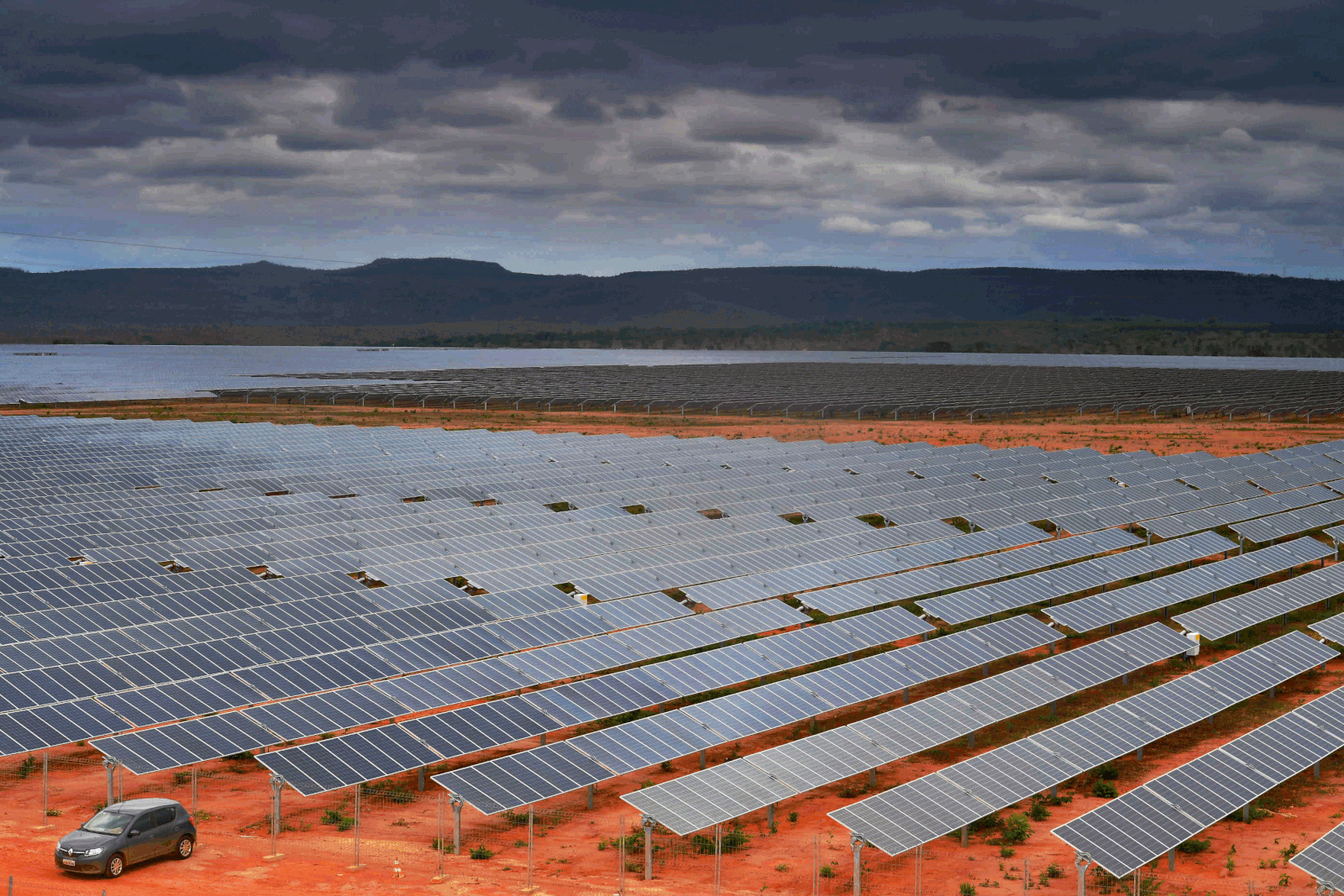
Complexo Solar Pirapora, o maior do Brasil e da América Latina com 321 MW.

O governo brasileiro empreendeu, ao longo de décadas, um programa ambicioso para reduzir a dependência do petróleo importado. Anteriormente, as importações representavam mais de 70% das necessidades de petróleo do país, mas o Brasil tornou-se autossuficiente em petróleo em 2006-2007. O Brasil foi o 10.º maior produtor de petróleo do mundo em 2019, com 2,8 milhões de barris/dia. A produção consegue atender a demanda do país. No início de 2020, na produção de petróleo e gás natural, o país ultrapassou pela primeira vez 4 milhões de barris de óleo equivalente por dia. Em janeiro deste ano, foram extraídos 3,168 milhões de barris de petróleo por dia e 138,7 milhões de metros cúbicos de gás natural.
O Brasil é um dos maiores produtores mundiais de energia hidroelétrica. Em 2019, o Brasil contava com 217 usinas hidrelétricas em operação, com capacidade instalada de 98 581 MW, 60,16% da geração de energia do país. Na geração total de eletricidade, em 2019 o Brasil atingiu 170 000 MW de capacidade instalada, mais de 75% de fontes renováveis (a maioria hidrelétricas).
Em 2013, a Região Sudeste consumiu cerca de 50% da carga do Sistema Integrado Nacional (SIN), sendo a principal região consumidora de energia do país. A capacidade instalada de geração de eletricidade da região totalizou quase 42 500 MW, o que representou cerca de um terço da capacidade de geração do Brasil. A geração hidrelétrica representou 58% da capacidade instalada da região, os 42% restantes correspondendo basicamente à geração termelétrica. São Paulo representava 40% dessa capacidade; Minas Gerais em aproximadamente 25%; Rio de Janeiro com 13,3%; e o Espírito Santo representou o resto. A Região Sul possui a Usina de Itaipu, que foi a maior hidrelétrica do mundo por vários anos, até a inauguração da Hidrelétrica das Três Gargantas na China. Continua a ser a segunda maior hidrelétrica em operação no mundo. O Brasil é coproprietário da Usina de Itaipu com o Paraguai: a barragem está localizada no Rio Paraná, na fronteira entre os países. Tem uma capacidade instalada de geração de 14 GW, com 20 unidades geradoras de 700 MW cada. A Região Norte possui grandes hidrelétricas, como a Usina de Belo Monte e a Usina de Tucuruí, que produzem grande parte da energia nacional. O potencial hidrelétrico do Brasil ainda não foi totalmente explorado, então o país ainda tem capacidade para construir várias usinas de energia renovável em seu território.
Em 2019, estimava-se que o país teria um potencial de geração estimada de energia eólica em torno de 522 GW (isto, apenas em terra, desconsiderando as usinas eólicas que podem ser instaladas no mar), potência suficiente para atender três vezes a demanda atual do país. Em janeiro de 2022, de acordo com a ONS, a capacidade instalada total de energia eólica era de 21 GW, com um fator de capacidade médio de 58%. Embora o fator de capacidade eólica médio mundial seja de 24,7%, existem áreas no Nordeste do Brasil, especialmente no estado da Bahia, onde alguns parques eólicos registram um fator de capacidade médio superior a 60%; o fator de capacidade médio na Região Nordeste é de 45% no litoral e 49% no interior. Em 2019, a energia eólica representava 9% da energia gerada no país. Em 2021 o Brasil era o 7° país do mundo em termos de potência instalada de energia eólica (21 GW) e o 4.º país que mais produzia energia eólica (72 TWh), atrás apenas de China, EUA e Alemanha.
A energia nuclear representa cerca de 4% da eletricidade do Brasil. O monopólio de geração de energia nuclear é de propriedade da Eletronuclear (Eletrobrás Eletronuclear S/A), uma subsidiária integral da Eletrobrás. A energia nuclear é produzida por dois reatores em Angra. Está localizada na Usina Nuclear Almirante Álvaro Alberto (CNAAA), na Praia de Itaorna, em Angra dos Reis, Rio de Janeiro. É composto por dois reatores de água pressurizada, Angra I, com capacidade de 657 MW, conectado à rede elétrica em 1982, e Angra II, com capacidade de 1 350 MW, conectado em 2000. Um terceiro reator, Angra III, com um deverá ter 1 350 MW, deve ser concluído.
Em outubro de 2022, de acordo com a ONS, a capacidade instalada total de energia solar fotovoltaica era de 21 GW, com um fator de capacidade médio de 23%. Alguns dos estados brasileiros mais irradiados são MG (Minas Gerais), BA (Bahia) e GO (Goiás), que atualmente possuem recordes mundiais de irradiação. Em 2019, a energia solar representava 1,27% da energia gerada no país. Em 2021 o Brasil era o 14° país do mundo em termos de potência instalada de energia solar (13 GW), e o 11.º país do mundo que mais produzia energia solar (16,8 TWh).
Em 2020 o Brasil era o 2° país do mundo em termos de geração de energia através da biomassa (produção de energia através de biocombustíveis sólidos e resíduos renováveis), com 15,2 GW instalados.

## Divisão socioeconômica
Embora os problemas sociais, econômicos e políticos que atingem os países latino-americanos sejam basicamente os mesmos, eles apresentam algumas diferenças que permitem distribuir esses países em quatro grandes grupos.
O Grupo 1 engloba países com graves problemas econômicos, mas sem grandes desníveis sociais. Três deles se localizam na América Central: Cuba, a única nação socialista do continente; Panamá, em cujo território foi construído um canal ligando o Atlântico ao Pacífico, o que acarretou a interferência norte-americana na região, já que foram os Estados Unidos que construíram esse canal e obtiveram o domínio da faixa territorial onde ele se situa; e, finalmente, Costa Rica, que difere de seus vizinhos pelo baixo índice de analfabetismo, baixa taxa de mortalidade infantil e ampla democracia política.
Governada pelo ditador Fulgêncio Batista, Cuba era um dos países mais ricos da América Latina sendo a 29.ª economia a nível mundial. Sua economia esteve fortemente vinculada a norte-americana até 1959, quando a Revolução Cubana, liderada por Fidel Castro, depôs o governo de Batista. Foi realizada a reforma agrária e bens e empresas — norte-americanos em sua maioria — foram nacionalizados.
Os Estados Unidos cortaram relações diplomáticas com o novo regime cubano, que se alinhou com a extinta União Soviética, adotando o socialismo como sistema de governo. Em represália, os Estados Unidos impuseram um embargo econômico à ilha, impedindo cidadãos ou empresas norte-americanas de negociar com Cuba e pressionaram para que os demais países ocidentais fizessem o mesmo.
A partir de então, isolada, Cuba estabeleceu relações comerciais exclusivamente com os países socialistas, que lhe foram muito vantajosas: recebia uma ajuda anual de 10 bilhões de dólares, vendia açúcar a preços superiores aos do mercado internacional e importava bens a preços menores. Tudo isso permitiu que Cuba conseguisse avanços muito significativos em seu quadro social, sobretudo nos setores de saúde e educação.
Porém, com o colapso dos regimes socialistas, que culminou com a extinção da União Soviética em 1991, as vantagens de que Cuba desfrutava junto a esses países foram cortadas. A situação cubana tornou-se crítica, refletindo-se nas condições de vida de sua população. Enfrentando graves problemas, como racionamento de alimentos e energia, e cada vez maior o número de cubanos que deixam Cuba, especialmente para morar nos Estados Unidos, a poucos quilômetros da costa da ilha.
Os outros três países do Grupo 1, localizados na América do Sul, Argentina, Chile e Uruguai, os mais meridionais do continente, que formam o chamado Cone Sul. Em comparação com o restante da América Latina, esses países apresentam reduzidas taxas de analfabetismo, elevado percentual de estudantes universitários e satisfatórias condições de moradia, de atendimento médico-hospitalar e de alimentação, guardando ate mesmo muitas semelhanças com países do sul da Europa.
Com exceção do Chile, a maioria da população desses países é constituída por brancos, com forte participação dos europeus, sobretudo de ascendência espanhola e italiana, devido à migração que ocorreu a partir do século XVIII. As cidades rurais e urbanas apresentam relativo equilíbrio socioeconômico entre si. Em média, mais de 80% da população vive nas cidades, o que facilita o atendimento médico, escolar etc.
O Grupo 2 reúne países com acentuadas diferenças sociais e econômicas entre o meio rural e o urbano: Brasil, Colômbia, México e Venezuela. Todos têm expressiva extensão territorial e revelam fortes diferenças, sensíveis disparidades entre o meio urbano — rico, desenvolvido e industrializado, embora com bolsões de pobreza — e o meio rural, no qual a maior parte das terras concentra-se nas mãos de poderosos latifundiários e a população camponesa geralmente é muito pobre, mal alimentada e quase sempre analfabeta.
Por apresentarem essa divisão tão nítida, são chamados países de contrastes. A zona rural, devido a influência das grandes cidades, sofre contínuo esvaziamento, que tem como consequência imediata o excesso de população urbana e a formação de cortiços e favelas.
A Colômbia tem enfrentado um sério problema: o combate a produção e ao tráfico de drogas, especialmente cocaína. Num país com tamanhos desníveis socioeconômicos, essa atividade, que movimenta somas milionárias, tem dominado e envolvido grandes parcelas da população.
No Grupo 3 enquadram-se países pobres, de estrutura social e econômica arcaica: na América do Sul, Bolívia, Equador, Paraguai e Peru; na América Central, El Salvador, Guatemala, Haiti, Honduras, Jamaica, Nicarágua e República Dominicana. Os integrantes desse grupo tem como características renda per capita geralmente muito baixa, graves problemas de subnutrição, altas taxas de natalidade e de mortalidade, sobretudo infantil, elevados índices de analfabetismo, desigual distribuição de terras e, consequentemente, de riqueza e de poder.
Os países do Grupo 4 ou são territorialmente minúsculos, apresentando área total muitas vezes equivalente à de um município brasileiro, ou têm população absoluta pequena, geralmente inferior a um milhão de habitantes, ou ambas as coisas. Estes países que, no passado foram colônias de países de cultura e língua anglo-saxônica — notadamente Inglaterra e Holanda —, mas do ponto de vista econômico, eles mantem semelhanças com alguns países latino-americanos citados anteriormente, mais com os do Grupo 3, podendo-se incluir Guiana e Suriname, na América do Sul; Belize, na América Central; e os seguintes países das Antilhas: Antígua e Barbuda, Bahamas, Barbados, Dominica, Granada, Santa Lúcia, São Cristóvão e Névis, São Vicente e Granadinas e Trindade e Tobago.
Esses países, devido ao seu tamanho, ocupam uma posição especial entre os países subdesenvolvidos da América Latina, com problemas de natureza diferente daqueles dos países com grande área e população. A maior parte deles tornou-se independente nos últimos vinte anos, depois de séculos de colonização europeia. Sua atividade econômica de maior destaque é o turismo, a monoexportação de produtos agrícolas (banana, cana-de-açúcar, etc.) ou a exportação de algum mineral valioso.